# Schirmeck
Pour le camp nazi, voir Schirmeck (camp).
Schirmeck [ʃiʁmɛk] est une commune française, située dans la circonscription administrative du Bas-Rhin et, depuis le 1er janvier 2021, dans le territoire de la Collectivité européenne d'Alsace, en région Grand Est.
Cette commune authentiquement alsacienne, puisque la ville neuve médiévale a été fondée par l'évêque de Strasbourg et est longtemps restée sous sa tutelle spirituelle et seigneuriale, s'étend largement vers le massif des Vosges, en restant associée à une portion de la vallée de la Bruche. Schirmeck a été un chef-lieu de canton du département des Vosges dès le début du XIXe siècle. Le traité de Francfort en 1871 l'a intégrée au nouveau land d'Elsass-Lothringen. De retour dans le giron français en novembre 1918, malgré l'intermède nazi de 1940 à 1944, elle a retrouvé la région historique et culturelle d'Alsace.
Ses habitants sont nommés Schirmeckois(es).

## Géographie

### Localisation
La ville est située au bord de la Bruche, au cœur d'une vallée du massif des Vosges.

### Géologie et relief
La commune s'étend sur 1 142 hectares du col entre les Deux Donon à la Bruche, du ruisseau Goutte du Marteau à celui de Tommelsbach, englobant le massif de l’Évêché et les chaumes du Colbery, de 290 m à 823 m d’altitude.
Le relief, très confus, appartient au Dévono-dinantien d’âge primaire et se compose d’une série de schistes et de grauwackes en coulissage irrégulier mis en place au fond d’une mer malmenée par des éruptions volcaniques. La quasi-totalité du territoire est occupée par la forêt caractérisée par un relief très accidenté mais riche du point de vue minéralogique avec la formation de lentilles et de filons ferrifères et accessoirement de manganèse.
Hydrogéologie et climatologie : Système d’information pour la gestion de l’Aquifère rhénan, par le BRGM :
Territoire communal : Occupation du sol (Corinne Land Cover); Cours d'eau (BD Carthage),
Géologie : Carte géologique; Coupes géologiques et techniques,
 Hydrogéologie : Masses d'eau souterraine; BD Lisa; Cartes piézométriques.
Centre de gestion de l'Office National des Forêts

### Communes limitrophes
| Grandfontaine |           | Wisches   |
|               | Schirmeck | Russ      |
| La Broque     | Rothau    | Barembach |

### Sismicité
Commune située dans une zone de sismicité modérée.

### Hydrographie
La commune est dans le bassin versant du Rhin au sein du bassin Rhin-Meuse. Elle est drainée par la Bruche, le ruisseau de Framont, le ruisseau le Barenbach, le ruisseau de la Halle, le ruisseau le Steinbach et le ruisseau le Tomelsbach,,.
La Bruche, d'une longueur de 77 km, prend sa source dans la commune de Urbeis et se jette  dans l'Ill à Strasbourg, après avoir traversé 37 communes. Les caractéristiques hydrologiques de la Bruche sont données par la station hydrologique située sur la commune de Russ. Le débit moyen mensuel est de 5,81 m3/s. Le débit moyen journalier maximum est de 94,6 m3/s, atteint lors de la crue du 10 avril 1983. Le débit instantané maximal est quant à lui de 144 m3/s, atteint le 15 février 1990.
Le ruisseau de Framont, d'une longueur de 12 km, prend sa source dans la commune de Grandfontaine et se jette  dans la Bruche sur la commune, après avoir traversé trois communes.

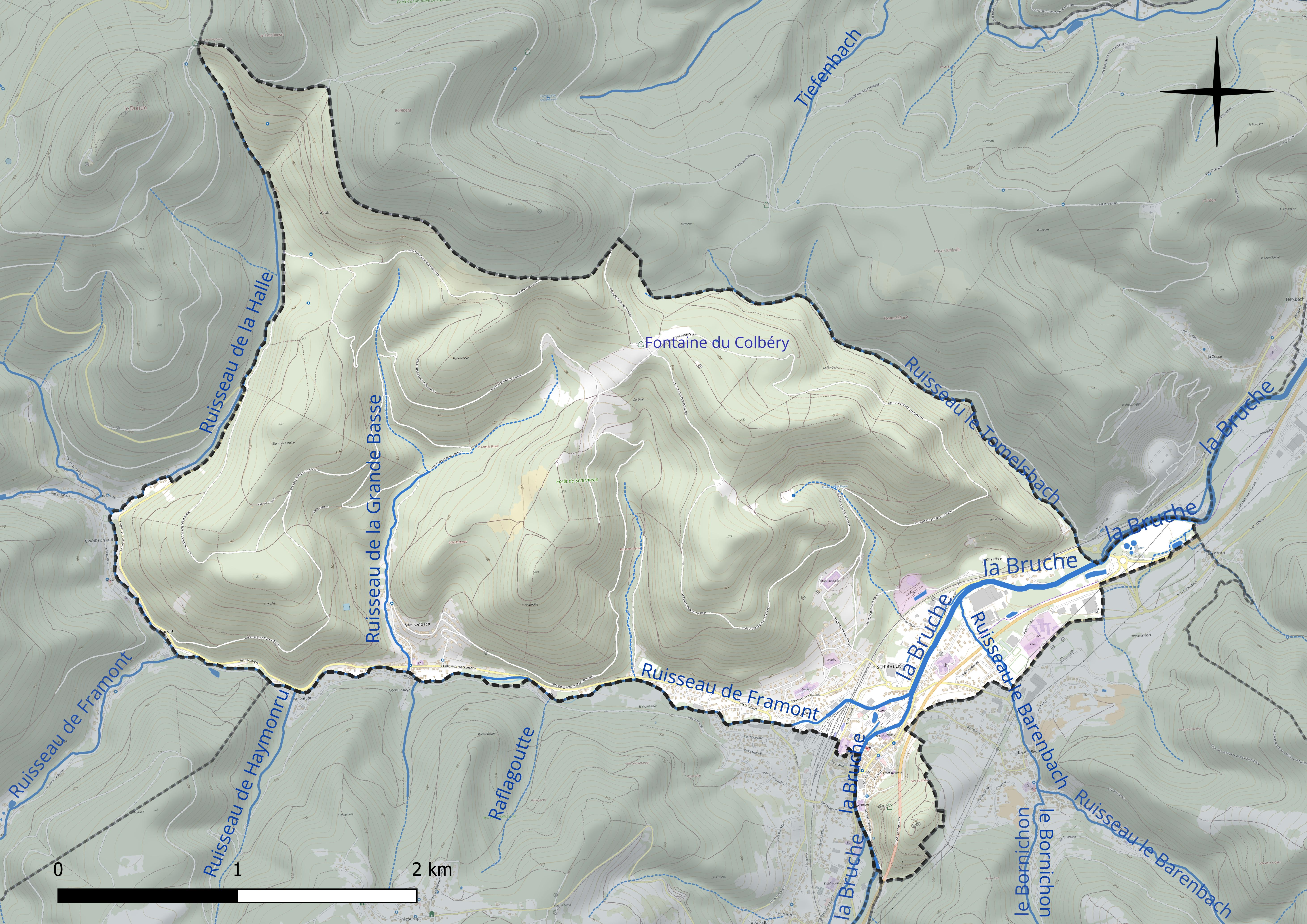
Réseau hydrographique de Schirmeck.

Un plan d'eau complète le réseau hydrographique : la fontaine du Colbéry (0 ha),.

### Climat
Pour des articles plus généraux, voir Climat du Grand Est et Climat du Bas-Rhin.
En 2010, le climat de la commune est de type climat de montagne, selon une étude du Centre national de la recherche scientifique s'appuyant sur une série de données couvrant la période 1971-2000. En 2020, Météo-France publie une typologie des climats de la France métropolitaine dans laquelle la commune est exposée à un climat semi-continental et est dans la région climatique  Vosges, caractérisée par une pluviométrie très élevée (1 500 à 2 000 mm/an) en toutes saisons et un hiver rude (moins de 1 °C).
Pour la période 1971-2000, la température annuelle moyenne est de 9,9 °C, avec une amplitude thermique annuelle de 17,1 °C. Le cumul annuel moyen de précipitations est de 1 018 mm, avec 12,1 jours de précipitations en janvier et 11 jours en juillet. Pour la période 1991-2020, la température moyenne annuelle observée sur la station météorologique de Météo-France la plus proche, « Belmont », sur la commune de Belmont à 8 km à vol d'oiseau, est de 7,0 °C et le cumul annuel moyen de précipitations est de 1 341,9 mm. 
La température maximale relevée sur cette station est de 30,9 °C, atteinte le 5 juillet 2015 ; la température minimale est de −20,3 °C, atteinte le 20 décembre 2009,,.
Les paramètres climatiques de la commune ont été estimés pour le milieu du siècle (2041-2070) selon différents scénarios d'émission de gaz à effet de serre à partir des nouvelles projections climatiques de référence DRIAS-2020. Ils sont consultables sur un site dédié publié par Météo-France en novembre 2022.

### Voies de communications et transports

#### Voies routières
L’étroitesse du site urbain entre la montagne et la Bruche a conduit au percement d'un tunnel de 610 m afin de soulager la ville du transit automobile. Cette déviation est ouverte à la circulation depuis le 28 janvier 2007.
- L'autoroute A352 : échangeur Molsheim - Obernai.
- L’autoroute A35, aussi appelée autoroute des Cigognes ou l'Alsacienne : échangeurs Barr Goxwiller - Valff - Obernai.

#### Transports en commun
- Transports en Alsace.
- Fluo Grand Est.
- les navettes de la Vallée de la Bruche[20].

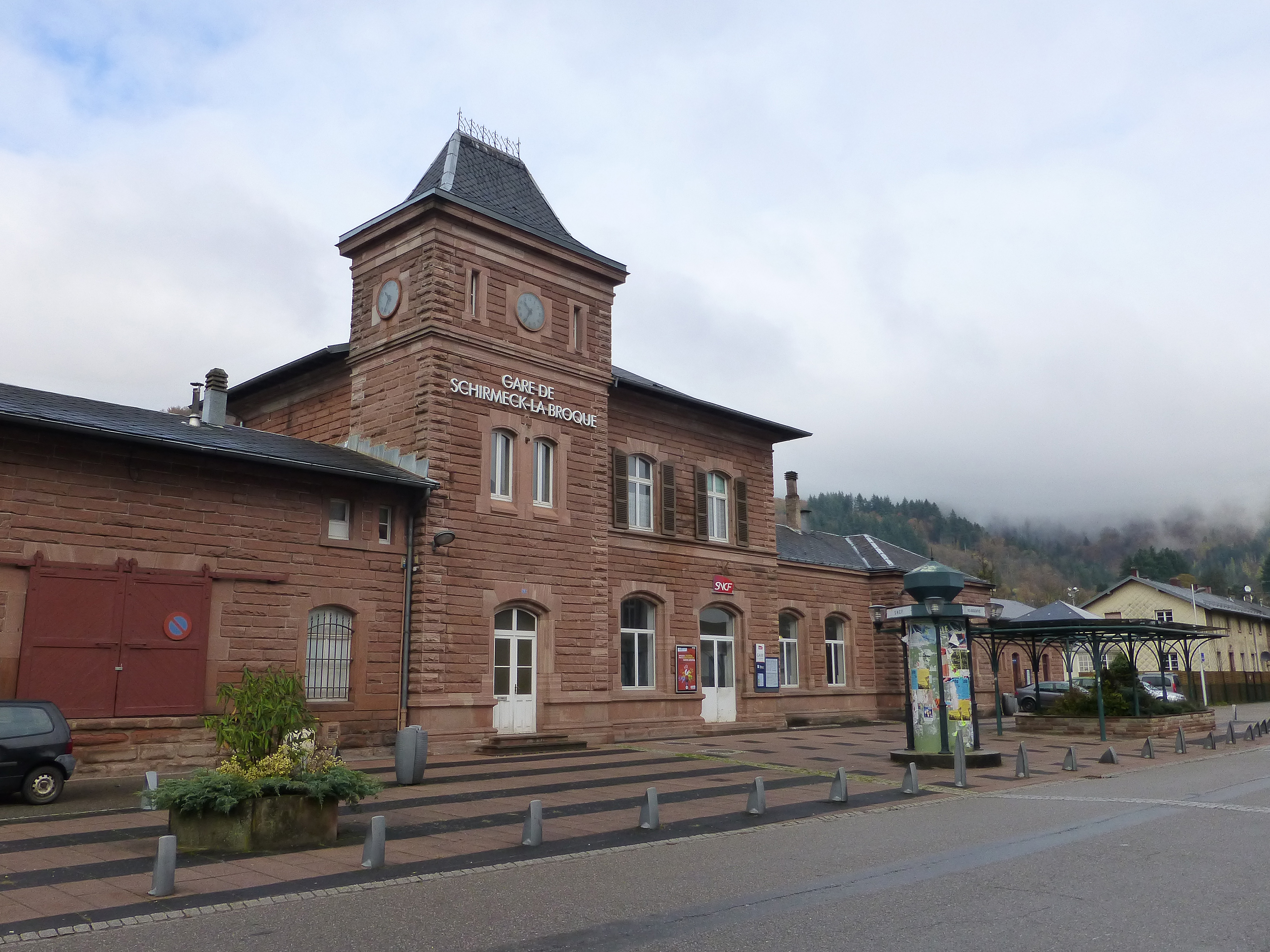
Gare de Schirmeck - La Broque.

- L'Alsace sans ma voiture[21]

##### SNCF
- Gare de Schirmeck - La Broque[22].
- Gare de Rothau,
- Gare de Russ - Hersbach,
- Gare de Wisches,
- Gare de Fouday.

#### Transports aériens
Les aéroports les plus proches sont :
- Aéroport de Strasbourg-Entzheim,
- Aéroport de Colmar - Houssen.

#### Ports
- Port autonome de Strasbourg.

## Urbanisme

### Typologie
Au 1er janvier 2024, Schirmeck est catégorisée petite ville, selon la nouvelle grille communale de densité à sept niveaux définie par l'Insee en 2022.
Elle appartient à l'unité urbaine de la Broque, une agglomération intra-départementale regroupant huit  communes, dont elle est ville-centre,,. Par ailleurs la commune fait partie de l'aire d'attraction de Strasbourg (partie française), dont elle est une commune de la couronne,. Cette aire, qui regroupe 268 communes, est catégorisée dans les aires de 700 000 habitants ou plus (hors Paris),.

### Occupation des sols
L'occupation des sols de la commune, telle qu'elle ressort de la base de données européenne d’occupation biophysique des sols Corine Land Cover (CLC), est marquée par l'importance des forêts et milieux semi-naturels (80,4 % en 2018), en diminution par rapport à 1990 (85 %). La répartition détaillée en 2018 est la suivante : forêts (76 %), zones urbanisées (14,8 %), prairies (4,8 %), milieux à végétation arbustive et/ou herbacée (4,5 %). L'évolution de l’occupation des sols de la commune et de ses infrastructures peut être observée sur les différentes représentations cartographiques du territoire : la carte de Cassini (XVIIIe siècle), la carte d'état-major (1820-1866) et les cartes ou photos aériennes de l'IGN pour la période actuelle (1950 à aujourd'hui).

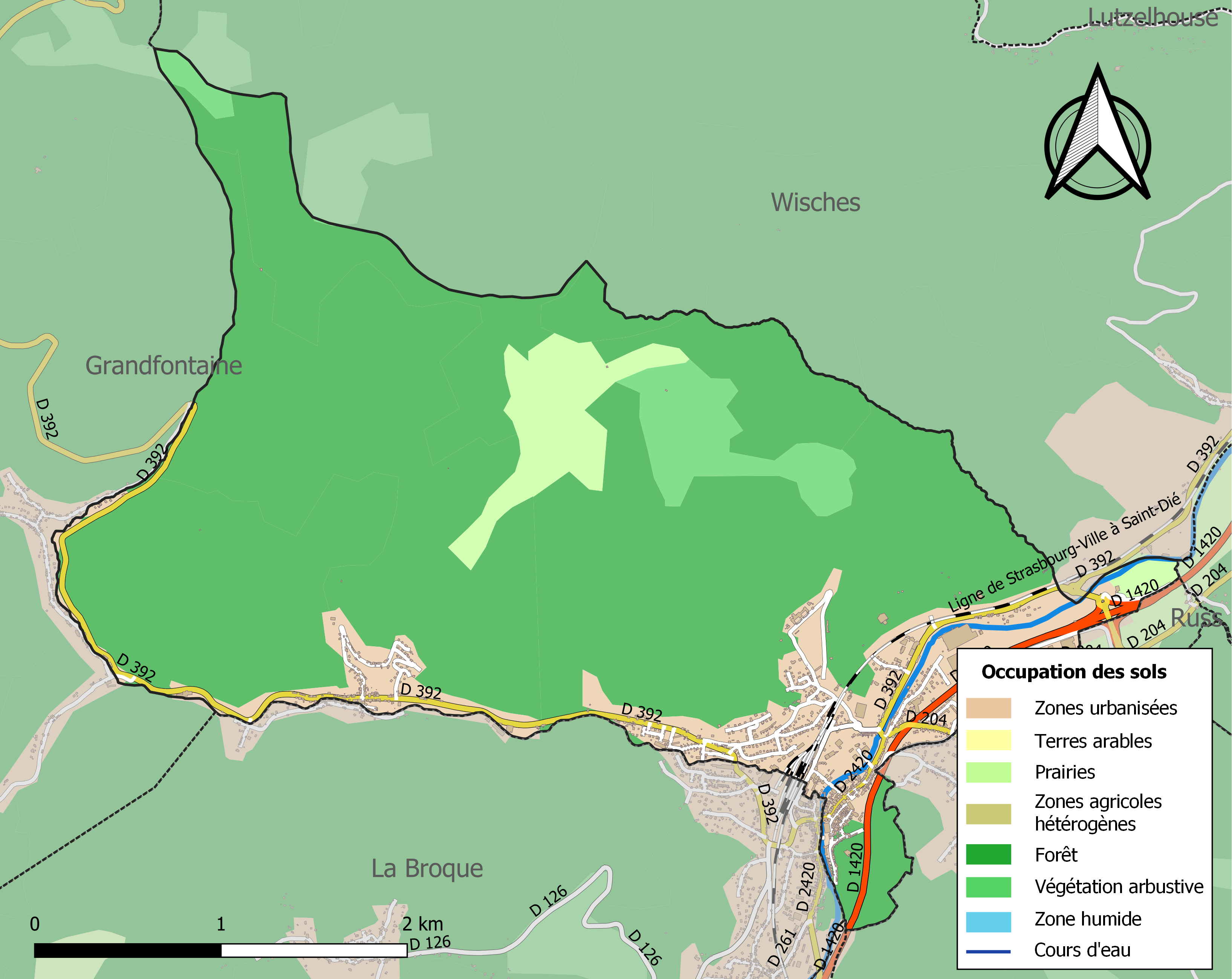
Carte des infrastructures et de l'occupation des sols de la commune en 2018 (CLC).

## Histoire
Schirmeck, qualifiant d'abord le château verrouillant la vallée, signifierait « endroit protégé », la localité s'appelle Chermec en langue romane ou en patois local, une variante de lorrain.

### Première mention
En 1315, apparaît dans un acte de fondation de la collégiale de Haslach (Niederhaslach) la première mention écrite de la ville neuve de Barembach, dite Schirmecke. La ville fondée réapparaît dans la description des limites de l'abbaye de Senones, sous le nom de Neufville en Barembax : le terme de « ville neuve ou Neufville » suggère une création récente. La ville est cependant à peine plus grosse qu'un village, c'est une « micro-ville » dont on ignore tout des privilèges (marchés, franchises) et de l'étendue de sa justice sinon qu'elle dépend étroitement de l'évêché de Strasbourg. Elle occupe néanmoins une position stratégique sur la Bruche, à un carrefour de routes fréquentées reliant l'Alsace à la Lorraine.
Le nom allemand Schirmeck, issue de la formule latine opido nostro Schirmeck, n'est adopté  dans les actes de chancellerie qu'à partir de 1348.

### Du Moyen Âge à la Renaissance
Le territoire sur lequel la ville est fondée ex nihilo est une ancienne possession des comtes de Nordgau, acquise du dernier héritier Frédéric de Leiningen de l'illustre lignée de Linange en 1239 par Berthold 1er de Buchhegg, évêque de Strasbourg. Vers la fin du XIIIe siècle se constitue vraisemblablement un habitat dense, juste avant qu'il ne soit emmuré et doté du statut de ville. La ville est entourée par l’évêque de Strasbourg Johann Ier de Dirpheim (1308-1328) d'un mur d'enceinte, le Ringmauer encore attesté en 1666, et d'un château épiscopal.
Le château et la ville contrôlent un point de passage important entre l’Alsace et le comté de Salm, qui mène vers les grands chemins ou rivières du duché de Lorraine, après l'entrée fortement contrôlée et surveillée de La Broque. Un péage contrôlant le franchissement de la Bruche est cité pour la première fois vers 1350. À cette date, une administration urbaine est en place, avec à sa tête un écoutète, équivalent roman du Schultheiss, fonctionnaire représentant l’évêque. Un péage non moins important était également établi en limite des terres évêchoises de Strasbourg sur le col entre les deux Donons, par où transitent encore au début de l'époque moderne plusieurs milliers de têtes de bétail en cinquante ans, selon la déposition d’un habitant de Harbouey en 1579. Des relations économiques élargies aux marchés et foires aux bestiaux de Francfort, de Strasbourg à Nuremberg font transiter par la ville du vin, du poisson, des céréales, du fer, des moutons, des porcs, des bœufs et des chevaux. Bovidés et céréales, fer et sel viennent plus souvent de Lorraine ou du comté de Salm, mais l'axe est nettement secondaire par rapport à Saverne, joignant Metz et Strasbourg.
En 1362, la ville est peuplée d'environ 260 habitants, les terres du finage de Wackenbach comprises. Rattaché au Moyen Âge au bailliage de Molsheim, le château devient la résidence d'un bailli, lequel se trouva à la tête du nouveau bailliage que formait Schirmeck, comprenant 19 localités, de Mutzig à Natzwiller.
La ville ou Statt est vendue, le 26 novembre 1366, avec tout le territoire compris entre la seigneurie du Ban de la Roche et le château de Guirbaden, au comte Jean III de Salm et à son épouse Philippine de Falkenburg pour 12 000 florins d'or. L'origine lorraine de l'évêque, Jean de Luxembourg-Ligny, ne paraît pas étrangère à cette vente en faveur du comte de Salm, fier de ses origines ardennaises. Néanmoins, dès 1373 le comte de Salm revend en trois parts le territoire à des nobles strasbourgeois. Dès lors, les biens sont progressivement morcelés par des ventes, des successions et des engagements, jusqu'à leur retour à l'évêché en 1518 grâce aux efforts de l'évêque Guillaume de Honstein.
Un incendie détruit en 1510 une partie de la ville, et la communauté urbaine ne compte plus en 1544 qu'environ 140 habitants. Le château sans affectation est détruit au XVIe siècle, selon Henri Lepage.
La situation géographique de la ville dans une vaste zone d’expression romane, très minoritairement alémanique, a sans doute favorisé l’installation de nombreuses familles originaires principalement du comté de Salm [date ?], à la condition d’avoir une fortune supérieure à 50 florins, d’être en règle avec la justice et de parler la langue allemande (ce qui n’était pas le cas de tous les habitants du duché de lorraine, hormis la Lorraine thioise).

### Temps modernes: une ville marchande influencée par l'économie forestière et minière, sous hégémonie épiscopale
Exploités déjà au Moyen Âge, de nombreux filons et amas minéralisés en oxyde de fer ont été sollicités par des entrepreneurs principalement au XVIe par le comte Georg Hans von Veldenz dès 1577 (seigneur de La Petite-Pierre) puis au XVIIIe siècle par les maîtres de forges de Rothau.
Entre ces deux périodes s'était développé une forte activité sidérurgique avec l'installation d'un haut fourneau à Wackenbach (fonderie de Elias Guntzer de Sainte-Marie-aux-Mines) et de deux autres à Schirmeck à partir de 1597 sous la direction de Nicolas Gennetaire, maître des monnaies du duc de Lorraine de Nancy. Après un début prometteur, la démesure de cette implantation sidérurgique se trouva confronté à la pénurie chronique de charbon de bois que ne pouvaient assurer la couverture forestière trop morcelée et peu homogène de l’époque. Ayant réduit son ambition sidérurgique à deux hauts fourneaux, Gennetaire fut contraint d’abandonner son bail d’exploitation en 1611 à la suite du pillage de ses forges par des troupes favorables à l’union évangélique (guerre des Évêques).

#### La guerre de Trente Ans et ses conséquences
L’éclatement de la guerre de Trente Ans (1618-1648) qui ravage le Saint-Empire romain germanique ruine le pays ainsi que la ville. De violents combats se produisirent entre des troupes impériales aidées par des paysans de la vallée de la Bruche et du Val de Villé contre les troupes suédoises en 1633 et se soldèrent par la défaite des premiers nommés. La ville et le château furent détruits à cette occasion, seules neuf maisons dont trois auberges échappèrent aux flammes. L'année suivante, une nouvelle administration se met en place et attribue au nom de la couronne de Suède Schirmeck et son bailliage à la famille comtale de Veldenz, seigneur protestant du Ban de la Roche. Mais la vallée se trouve dès la même année, à la suite de la bataille indécise de Nördlingen et du retrait des armées suédoises, livrée à une soldatesque sans merci. La ville reçoit, en 1635, le cantonnement de mercenaires au service du roi de France qui paralyse la reconstruction et n'empêche pas son pillage par les impériaux la même année.
De plus de 300 âmes en 1634, la population passe à 110 habitants en 1653. La paix ne s’installe que tardivement avec la mort de Louis XIV en 1715, délivrant la ville de la lourdeur catastrophique des impositions militaires. Entre-temps, l’Alsace puis Strasbourg (1681) venait d’être annexées par la France.

#### Une lente reprise
Schirmeck perd ses droits de propriétaires forestiers, mais non ses droits d'usages, sur les vastes bois du ban au voisinage du Donon, en 1601 : en atteste, le 29 décembre 1601, l'acte de vente de la communauté, endettée, au cardinal Charles de Lorraine, évêque de Strasbourg. Les droits d'usage, sévèrement encadrés, sont limités à la subsistance des familles, mais les temps troublés qui s'annoncent n'alarment guère la communauté sur cette perte de revenus à long terme. Un grand maître des Eaux et Forêts institué à Mutzig à partir de 1692 restreint encore les tolérances d'usages, et applique avec sévérité les règlements, d'autant plus que ce grand maître Nicolas Garnier touche un dixième des amendes en 1700. La communauté schirmeckoise s'estime de plus en plus flouée et se sent démunie devant une acquisition opportuniste et quasiment frauduleuse, passée inaperçue, du seigneur temporel, elle tente à plusieurs reprises de vendre ou récupérer ses droits collectifs d'usages, passant outre aux interdits.
En novembre 1700, les députés de la commune, les bourgeois Georges Mus, Marc Michon, Dommange Garat, Pierre Jacques, Vincent Brignont et Nicolas Babost, entérinent un accord avec Henri Laurent et ses associés fermiers des forges et hauts fourneaux de Framont, concernant la livraison extraite sur trois parcelles de 4000 cordes de bois de charbonnette sur pied, à prendre en deçà de la minière de l'Evéché, près de Grandfontaine. Il s'agit d'une cession de droits d'usage, chaque corde est payée un grosche ou deux sous courant, la délivraison et le marquage par la commune sont honorés par l'acquéreur vingt sous, sans compter la pension alimentaire des intervenants. L'église de Schirmeck doit recevoir de l'acquéreur 200 florins, une bannière de 15 florins. L'acheteur admodiateur des forges et hauts fourneaux Laurent doit, outre les 12 livres ou 240 sous pour les vins servis pour entériner l'accord, fournir du fer pour le battant de la cloche, payer les cent replants d'arbres, ajouter six florins par chêne choisi parmi trois, pour confectionner des dormes ou pieux servant à consolider les barrages d'eau, etc. Mais la transaction, approuvée le 19 novembre 1700 par le prévôt et la communauté réunie de Schirmeck, est annulée ex abrupto par la régence épiscopale en décembre. Le contrat reste ainsi lettre morte, et 16000 stères de bois ne seront jamais vendus. La commune persévère, le maréchal-ferrant de Schirmeck, Pierre Jacques, obtient l'autorisation d'exploitation de 75 cordes en décembre 1702. Le 22 du mois, le contrevenant est condamné et le bois confisqué Le jugement de l'administration forestière reste catégorique : le canton de bois dit Grandfontaine appartient à son altesse éminentissime le cardinal de Rohan, évêque de Strasbourg. Le 15 mars 1737, l'évêché propriétaire accorde des autorisations de coupes, moyennant bonne finance pour 3000 cordes adjugées, à Pierre Launay, fermier des forges de Framont. La commune, déboutée plusieurs fois dans ces réclamations, lance un long procès contre l'administration de l'évêque, qu'elle perd après neuf ans d'un ultime procès le 19 septembre 1746.
Les grosses exploitations minières de la montagne de l’Évêché reprirent sous la direction des maîtres de forges de Rothau après 1724 et se poursuivirent jusqu’en 1785 sous Jean de Dietrich avant d’être reprises par la famille Champy, maître de forge de Framont-Grandfontaine. Plusieurs autres filons ferrifères furent accessoirement exploités ou sondés de 1827 à 1840 au-dessus du village de Wackenbach (amas d’hématite et de manganèse de Noire Maison) et sur la montagne du Crouhé par des villageois de Wackenbach et de Hersbach (recherche locale de manganèse). Bien que le minerai appartînt à la richesse du sous-sol de la communauté de Schirmeck-Wackenbach, son extraction et son traitement échappa totalement puis en partie après la Révolution à son contrôle, le domaine ayant appartenu jusque-là à l’évêché de Strasbourg.
Avant la Révolution, Schirmeck, à l'instar de Barembach, Natzviller, Russ, Wisches fait partie du bailliage de Mutzig, en Alsace française depuis 1648 alors que sa voisine La Broque en rive gauche appartient à la principauté de Salm-Salm, une principauté d'Empire autonome, enclavée au sein du royaume de France, et Rothau sur l'autre rive de Bruche est du ressort de la seigneurie du Ban de la Roche.

## Epoque contemporaine
Schirmeck devient en 1790 une commune du premier canton de Rosheim, du district de Sélestat dans le département du Bas-Rhin. Mais la réunion, par acte de la Convention, de la Principauté de Salm à la République Française, le 2 mars 1793, créé un dixième district dans les Vosges, celui de Senones auquel sont rattachés notamment neuf communes du Bas-Rhin le 30 pluviôse an III (18 février 1795). Barembach, Russ, Schirmeck et Wisches rejoignent ainsi le canton de La Broque, comprenant les deux autres municipalités de La Broque, Grandfontaine et Framont, de l'ancien ban de Salm. L'arrêté consulaire du 19 vendémiaire an X (11 octobre 1801) remanie l'administration du département des Vosges, en diminuant le nombre de canton : apparaît ainsi le canton de Schirmeck qui comporte 15 communes. Le premier consul a privilégié la vieille route stratégique du Donon, de Raon-l'Étape à Schirmeck, mettant en exergue les deux pôles urbains ouvrant cette route. Mais le 26 ventôse an XI, alors que les rapports de l'administration des ponts et chaussées sur les améliorations de la voie ont accablé le général Bonaparte, Allarmont, Vexaincourt et Luvigny sont distraites de ce canton et rattachés à celui de Raon-l'Étape, qui a reçu aussi Celles-sur-Plaine, pour mieux garantir cet axe. Le canton de Schirmeck ne comporte plus à cette date que La Broque, Barembach, Grandfontaine, Natzviller, Neuviller, Rothau, Russ, Schirmeck, Waldersbach, Wildersbach et Wisches, une composition d'ailleurs préservée jusqu'à sa disparition en 1871.
Charles Charton, dans les années 1830 comme en 1845 dans sa statistique du département des Vosges, décrit une petite ville de l'ancienne province d'Alsace, qui s'élève en rive droite de la rivière Bruche, vers le versant nord du massif du château. Les ruines de ce château, belle forteresse placée autrefois devant un à-pic de 100 mètres de haut et sur un replat rocheux au milieu de la montagne, au lieu-dit "côte du château", sont encore visibles au midi de la ville. Le clocher de la ville se situe à 347 m au-dessus du niveau de la mer, selon le relevé altimétrique de l'époque. La croyance commune veut que ce château soit à l'origine de la dénomination de la ville. Le marché du mercredi est très fréquenté, ainsi que les quatre vieilles foires durant toujours deux jours, au 20 janvier, le mardi avant la semaine sainte, les premiers mardi de juin et de septembre.
La commune de Schirmeck, dont le centre urbain, à 85 km d’Épinal, à 40 km de Saint-Dié est traversée par la route départementale n°15 de Saint-Dié à Strasbourg, est chef-lieu de canton et d'une justice de paix. Outre la cure catholique dépendant du diocèse de Strasbourg, la petite ville de moins de 1490 habitants en 1844 accueille en son cœur un bureau d'enregistrement, une recette des contributions directes et indirectes, deux notaires, deux huissiers assermentés, un garde général des forêts, une brigade de gendarmerie à pied, un bureau et un relais de poste. Le recensement de l'habitat en 1841 atteste 235 ménages et 185 maisons, où figurent les 70 maisons des écarts et hameaux dépendant du hameau de Vackembach, qui vit de l'exploitation de quatre carrières de pierre calcaire et d'une mine de fer dont le minerai remonte par charroi vers les deux derniers hauts fourneaux des forges de Framont-Grandfontaine. La vie politique est bourgeoise et restreinte, avec seulement 125 électeurs censitaires qui élisent les douze échevins ou conseillers municipaux. Il existe un bureau de bienfaisance.
Outre une salle d'asile gardant 60 petits enfants, il existe quatre écoles en 1845 : l'école publique de garçons du la ville accueille 108 élèves, l'école publique de filles 195 élèves, probablement du fait de la venue au bourg de filles d'autres communes voisines, et l'école commune au deux sexes du hameau de Wackembach et de ses écarts atteint 100 élèves. Une école gratuite de filles adultes et de femmes, fondée selon le vœu du duc d'Orléans, a été inaugurée le 8 octobre 1843.
L'activité agricole, pastorale, viticole et forestière n'est nullement négligeable. Sur 1144 ha de surface communale, les terres labourées où la rotation froment/seigle/pommes de terre, avec diverses légumineuses de transition et parfois des choux, navets, navette etc. représentent 271 ha, les prés et prairies humides, souvent renommés pour produire un bon fourrage 155 ha, les jardins, meix où poussent lin et chanvre et autres vergers ensemble 10 ha, les vignes 12 ha et les bois et forêts 620 ha. Schirmeck ne cultivant que peu d'orge possède une brasserie réputée. Rappelons le secteur industrieux du vallon du Vackembach, qui compte des carrières de pierre calcaire, un four à chaux, quatre scieries et un laminoir installé par les forges de Framont. Ces écarts bruyant, inséré dans sa vallée vosgienne, permet ainsi à la commune une forte exportation lucrative, suivant les tonnages, de planches de sapin, de bois de construction et de chauffage, de pierre calcaire, de la chaux et des tôles.

### L'industrie textile auXIXesiècle
Les premières filatures mécaniques de coton du département des Vosges sont fondées par l'Anglais John Heywood en 1806, pionnier de l'industrie cotonnière dans les Vosges, dont les installations industrielles sont par la suite reprises par la société du baron Aimé-Benoît Seillière (1776-1860) et son cousin Benoît-Aimé Seillière, puis le fils de ce dernier, Nicolas-Ernest Seillière (1805-1865). Les filatures de coton occupent à Schirmeck en 1845, pour la première ou plus grande, 220 ouvriers à l'année, avec 58 métiers et surtout 18500 broches, mettant en forme une centaine de tonne de coton par année, livrée par volume décroissant à Sainte-Marie-aux-Mines, Strasbourg, Nancy, Mulhouse et Saint-Dié, pour la seconde plus modeste, 130 ouvriers sur 35 métiers et 8200 broches produisant 70 tonnes de filés par an, pour des débouchés similaires. Un tissage mécanique comporte 40 métiers à tisser, actionné ou surveillé par 45 ouvriers. Les quelques 7200 pièces de coton fabriquées annuellement sont exportées vers de grandes villes à vocations industrielles, Paris et Mulhouse, car il n'existe à Schirmeck qu'une teinturerie de coton en écheveaux.

## Seconde Guerre mondiale

### Deux camps

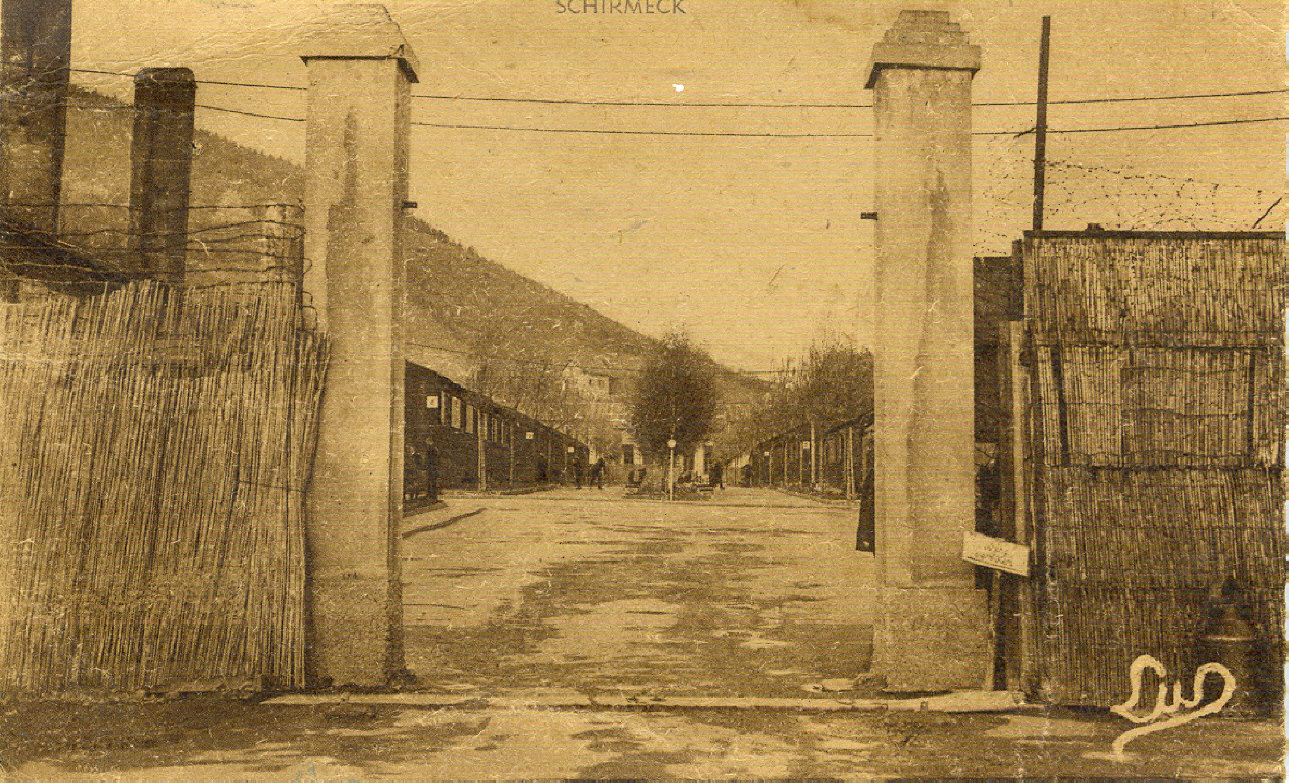
Camp de sûreté de Schirmeck en 1944.

À proximité de Schirmeck, deux camps furent construits par les nazis pendant la Seconde Guerre mondiale:
- le « Sicherungslager Vorbrück-Schirmeck », camp de rééducation destiné aux Alsaciens et Mosellans, situé en périphérie de la ville sur le territoire de la commune de La Broque, en activité d'août 1940 à novembre 1944 ;
- le camp de concentration de Natzweiler construit sur un flanc isolé de la vallée sur le territoire de la commune de Natzwiller (germanisée en Natzweiler pendant la période d'annexion). 52 000 personnes ont été détenues au camp principal et/ou dans ses camps annexes. Plus de 17 000 décès y ont été enregistrés (3 000 dans le camp principal, les autres dans les annexes). Il s'agit de l'unique camp de concentration construit sur une partie du territoire français annexé par le Reich en 1940.

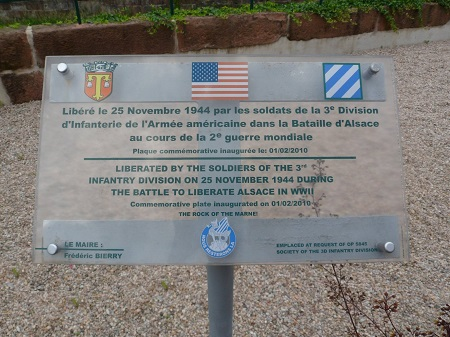
Plaque mémoriel de la libération de Schirmeck, le 25 novembre 1944.

La ville est libérée le 25 novembre 1944 par la 3e division d'infanterie de l'Armée américaine.

## Politique et administration

### Liste des maires

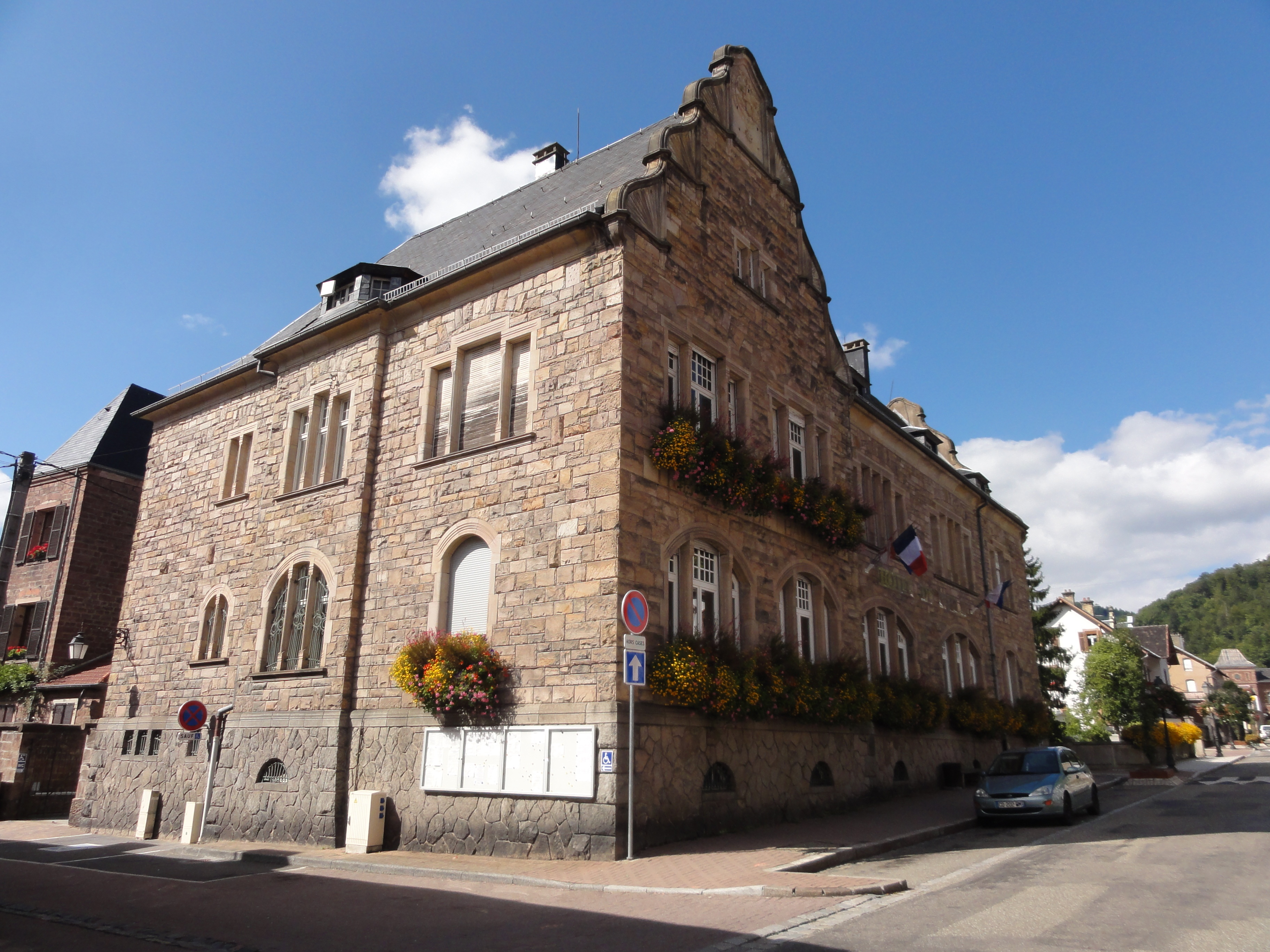
Hôtel de ville.

Lors de la création des départements en 1790, Schirmeck est d'abord rattachée au Bas-Rhin, dans le canton de Rosheim, puis transférée en 1795 au département des Vosges. C'est en 1801 qu'elle devient chef-lieu de canton à la place de Grandfontaine.
En 1871, Schirmeck et son canton font partie des territoires d'Alsace-Lorraine cédés par la France à l'Empire allemand (traité de Francfort). La cité et le territoire généralement dit de la Haute-Bruche sont réintégrés à la France après la Première Guerre mondiale mais rattaché au Bas-Rhin alsacien. De nouveau annexée en 1940, Schirmeck redevient française en 1944.
| Période       | Période                   | Identité                                        | Étiquette      | Qualité                                                                |
| ------------- | ------------------------- | ----------------------------------------------- | -------------- | ---------------------------------------------------------------------- |
| 1899          | 1918                      | Gotfried Vogt                                   |                |                                                                        |
| 1918          | 1925                      | Camille Simonin                                 | GD             | Industriel, député (1919-1924)                                         |
| 1925          | 1935                      | Xavier Duloisy                                  |                |                                                                        |
| 1935          | 1940                      | Philippe André                                  |                | Marchand de bois                                                       |
| 1940          | 1941                      | Karl Blumberg                                   |                | SS-Standartenführer                                                    |
| 1941          | 1944                      | Paul Metzler                                    |                |                                                                        |
| 1945          | 1949                      | Horace Frédéric Goguel                          |                |                                                                        |
| 1949          | mai 1953                  | Louis Held                                      |                |                                                                        |
| mai 1953      | mars 1971                 | Marcel Heiligenstein (1910-1997)                | MRP puis CD    | Conseiller général de Schirmeck (1958 → 1979)                          |
| mars 1971     | mars 1983                 | Raymond Casner                                  | SE             |                                                                        |
| mars 1983     | juin 1995                 | Michel Sturm                                    |                | Boulanger                                                              |
| juin 1995     | avril 2015                | Frédéric Bierry                                 | PR puis UMP-LR | Ancien professeur de SES Conseiller général de Schirmeck (2004 → 2015) |
| 14 avril 2015 | En cours (au 31 mai 2020) | Laurent Bertrand Réélu pour le mandat 2020-2026 | DVD            | Fonctionnaire                                                          |

## Intercommunalité

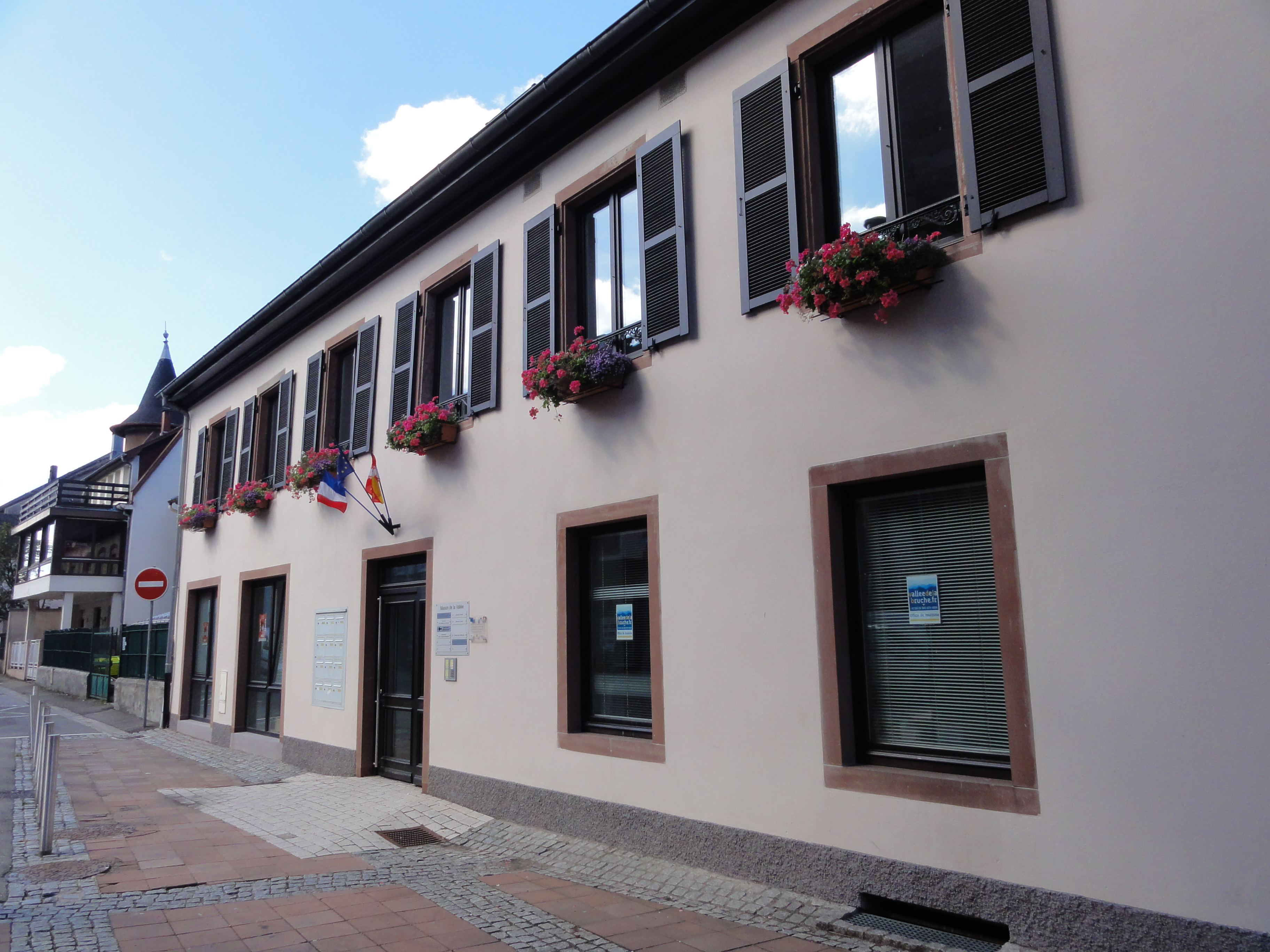
Siège de la communauté de communes de la Vallée de la Bruche.

Schirmeck appartient à la communauté de communes de la Vallée de la Bruche.

### Budget et fiscalité 2021
En 2021, le budget de la commune était constitué ainsi :
- total des produits de fonctionnement : 2 383 000 €, soit 1 075 € par habitant ;
- total des charges de fonctionnement : 1 941 000 €, soit 876 € par habitant ;
- total des ressources d’investissement : 705 000 €, soit 318 € par habitant ;
- total des emplois d’investissement : 880 000 €, soit 397 € par habitant.
- endettement : 1 066 000 €, soit 481 € par habitant.

Avec les taux de fiscalité suivants :
- taxe d’habitation : 14,89 % ;
- taxe foncière sur les propriétés bâties : 23,84 % ;
- taxe foncière sur les propriétés non bâties : 48,86 % ;
- taxe additionnelle à la taxe foncière sur les propriétés non bâties : 0 % ;
- cotisation foncière des entreprises : 0 %.

Chiffres clés Revenus et pauvreté des ménages en 2020 : médiane en 2020 du revenu disponible, par unité de consommation : 20 520 €.

## Population et société

### Démographie
L'évolution du nombre d'habitants est connue à travers les recensements de la population effectués dans la commune depuis 1793. Pour les communes de moins de 10 000 habitants, une enquête de recensement portant sur toute la population est réalisée tous les cinq ans, les populations de référence des années intermédiaires étant quant à elles estimées par interpolation ou extrapolation. Pour la commune, le premier recensement exhaustif entrant dans le cadre du nouveau dispositif a été réalisé en 2007.

En 2022, la commune comptait 2 081 habitants, en évolution de −7,18 % par rapport à 2016 (Bas-Rhin : +3,17 %, France hors Mayotte : +2,11 %).
| 1793 | 1800 | 1806  | 1821  | 1831  | 1836  | 1841  | 1846  | 1851  |
| ---- | ---- | ----- | ----- | ----- | ----- | ----- | ----- | ----- |
| 728  | 932  | 1 011 | 1 153 | 1 340 | 1 415 | 1 490 | 1 469 | 1 456 |

| 1856  | 1861  | 1866  | 1871  | 1875  | 1880  | 1885  | 1890  | 1895  |
| ----- | ----- | ----- | ----- | ----- | ----- | ----- | ----- | ----- |
| 1 394 | 1 410 | 1 376 | 1 322 | 1 373 | 1 392 | 1 318 | 1 600 | 1 598 |

| 1900  | 1905  | 1910  | 1921  | 1926  | 1931  | 1936  | 1946  | 1954  |
| ----- | ----- | ----- | ----- | ----- | ----- | ----- | ----- | ----- |
| 1 735 | 1 689 | 1 771 | 1 633 | 1 767 | 1 714 | 1 799 | 1 797 | 2 183 |

| 1962  | 1968  | 1975  | 1982  | 1990  | 1999  | 2006  | 2007  | 2012  |
| ----- | ----- | ----- | ----- | ----- | ----- | ----- | ----- | ----- |
| 2 246 | 2 605 | 2 628 | 2 352 | 2 167 | 2 177 | 2 425 | 2 453 | 2 372 |

| 2017  | 2022  | - | - | - | - | - | - | - |
| ----- | ----- | - | - | - | - | - | - | - |
| 2 183 | 2 081 | - | - | - | - | - | - | - |

La population est forte d'environ 250 âmes en 1362, mais chute à 25 bourgeois en 1544. Elle totalise environ 300 âmes en 1634 au début de la guerre de Trente Ans pour retomber à 110 en 1653 - puis 290 en 1723 et 530 en 1770.
Dans les zonages d'étude de l'Insee, Schirmeck est rattachée à l'unité urbaine de La Broque, laquelle groupe 5 communes de catégorie « Ville centre » (La Broque, Lutzelhouse, Rothau, Schirmeck et Wisches) et 3 communes de catégorie « Banlieue » (Barembach, Muhlbach-sur-Bruche et Russ).

### Enseignement
Établissements d'enseignements :
- Écoles maternelle et primaire,
- Collège,
- Lycée.

### Santé
Professionnels et établissements de santé :
- Médecins[55],
- Infirmiers,
- Fondation Vincent de Paul.

### Média

#### Radios
Radios alsaciennes et nationales présentes :
- NRJ 90.9 FM ;
- Top Music 97.6 FM, radio locale commerciale dont les studios se trouvent à Strasbourg ;
- Europe 1 99.7 FM ;
- France Bleu Alsace 103.1 FM, radio locale publique de la région Alsace, basée à Strasbourg ;
- Radio Coyroye de la Bruche 103.5 FM, la radio locale de Schirmeck ;
- Azur FM 104.8 FM, radio associative basée à Sélestat ;
- Virgin Radio Alsace 106.0 FM, qui émet sur Schirmeck avec le programme local de Strasbourg.

### Cultes
- Culte catholique, diocèse de Strasbourg :
  - église paroissiale Saint-Georges[56] ;
  - annexe de Schirmeck (Saint Pierre Fourier) à Wackenbach[57].

## Économie

### Entreprises et commerces

#### Agriculture
- Sylviculture et autres activités forestières.
- Culture de la vigne.
- Culture de fruits à pépins et à noyau.
- Élevage d'autres animaux.
- Drive fermier de Schirmeck[58].

#### Tourisme
- Schirmeck est une étape de la partie vosgienne (versant alsacien) du sentier de grande randonnée GR 5 et du sentier européen E2.
- Hébergements et restauration à Schirmeck, Barembart, La Broque, Rothau.
- Restaurant À la Barrière[59].
- Le Mémorial de l'Alsace-Moselle.
- Le Musée du château[60].

#### Commerces
Commerces de proximité :
- Boulangerie,
- Restaurants,
- Boucherie-charcuterie à La Broque.

## Culture locale et patrimoine

### Lieux et monuments
- Église paroissiale Saint-Georges[61],[62] et son orgue[63].

Les églises Saint-Georges et Saint-Pierre-Fourier
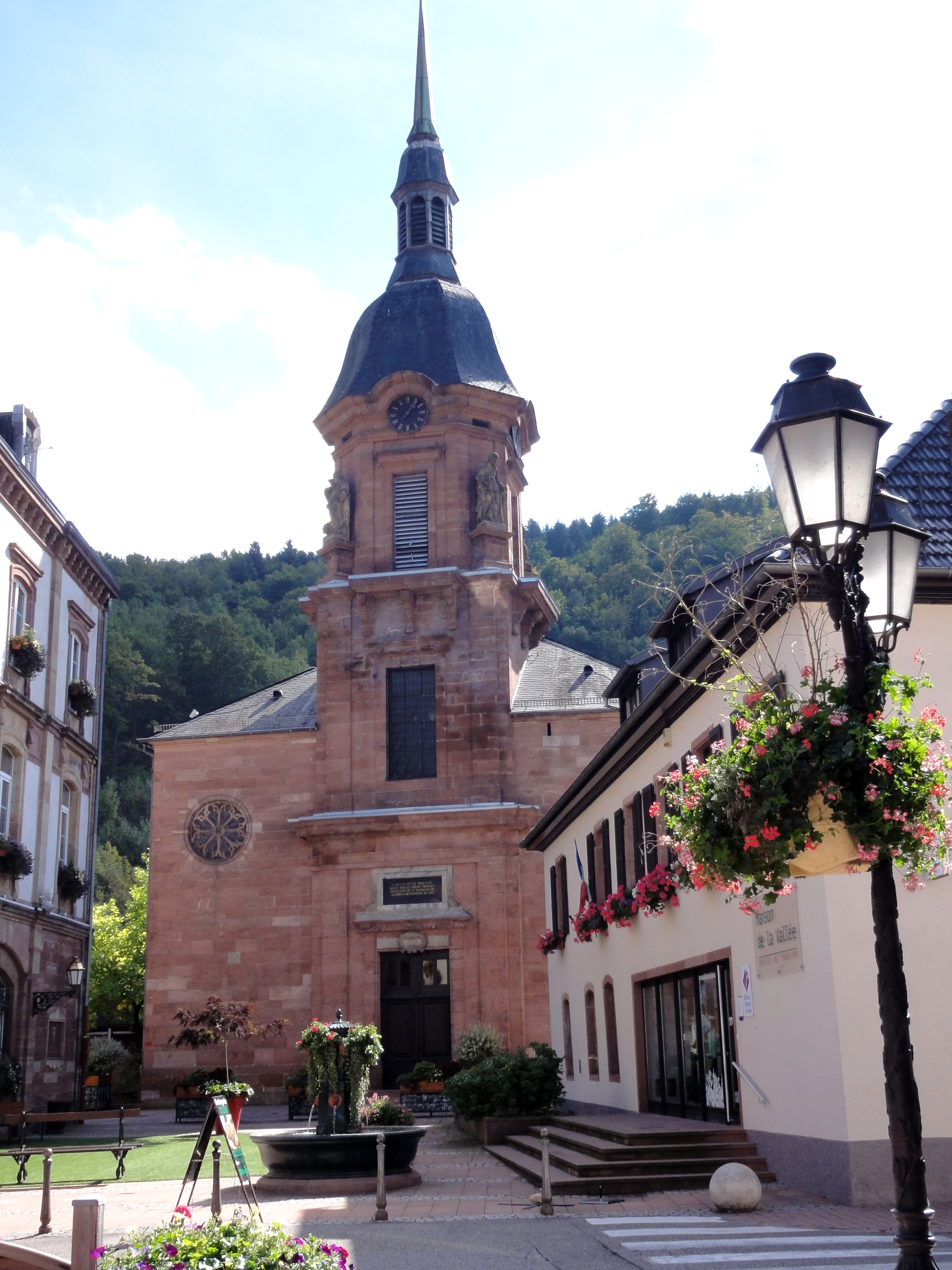
Église Saint-Georges.
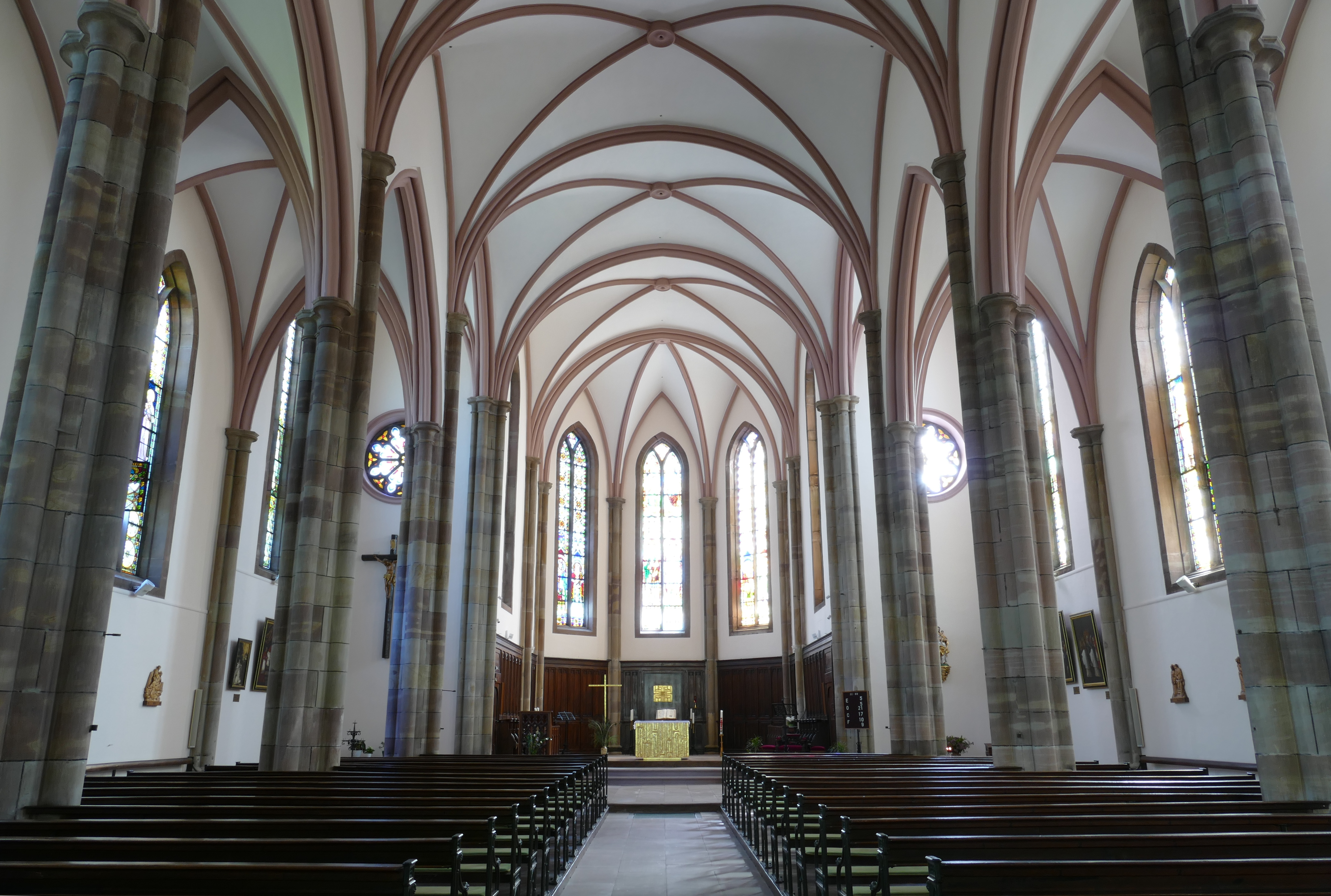
Vue intérieure de la nef vers le chœur.
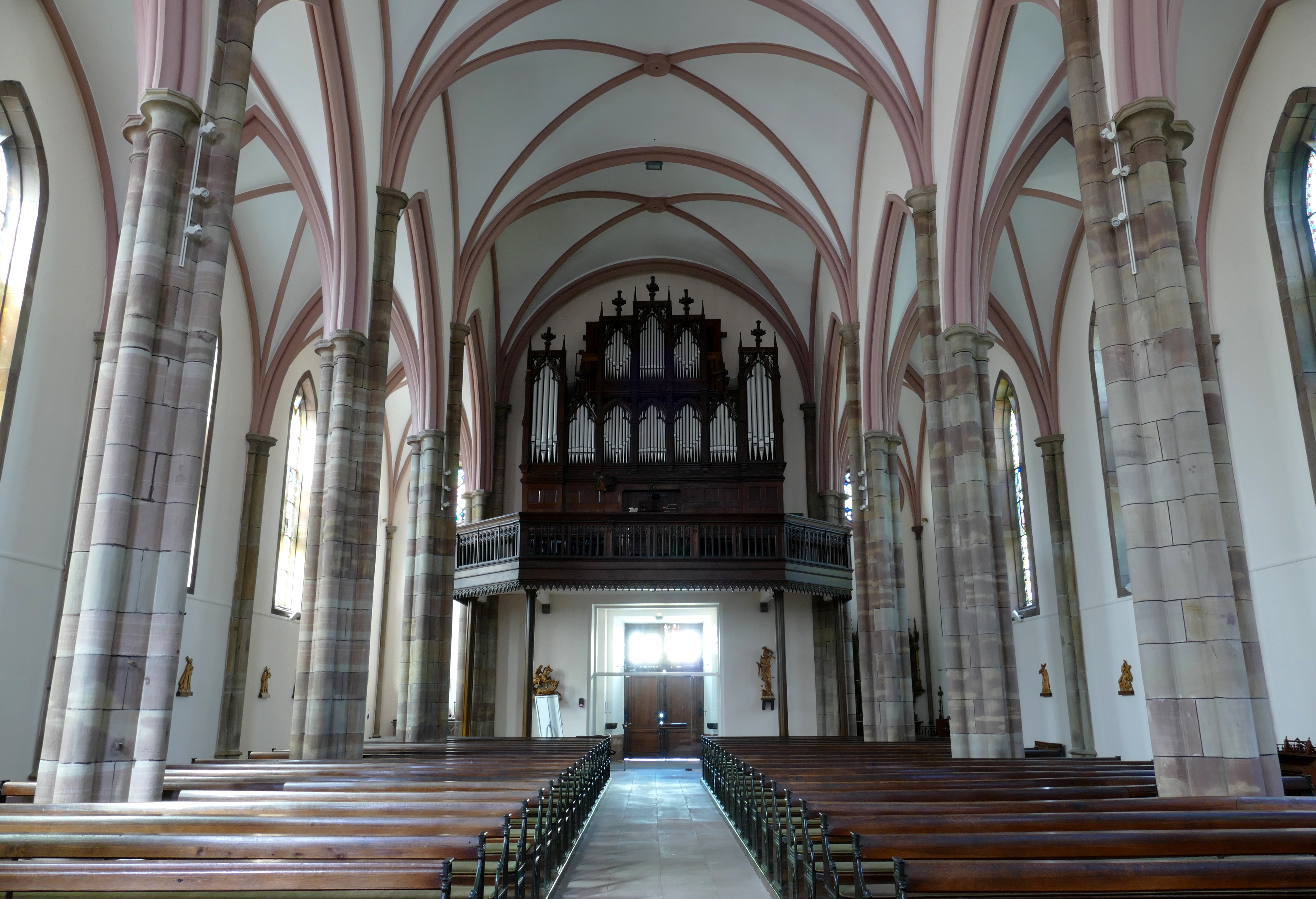
Vue intérieure de la nef vers la tribune de l'orgue Stiehr-Mockers-Rinckenbach (1859-1912).
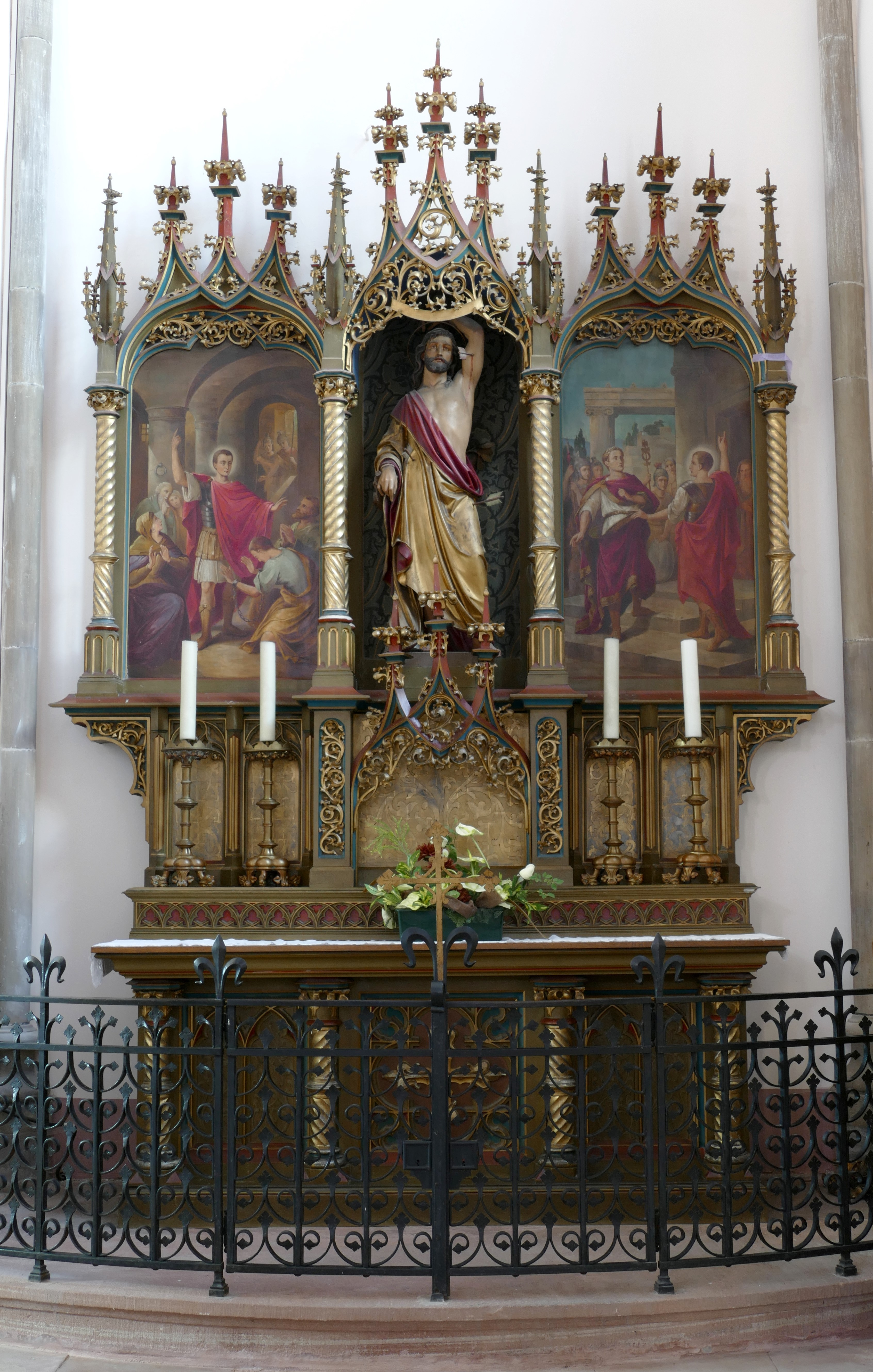
Autel de saint Sébastien (XIXe-XXe).
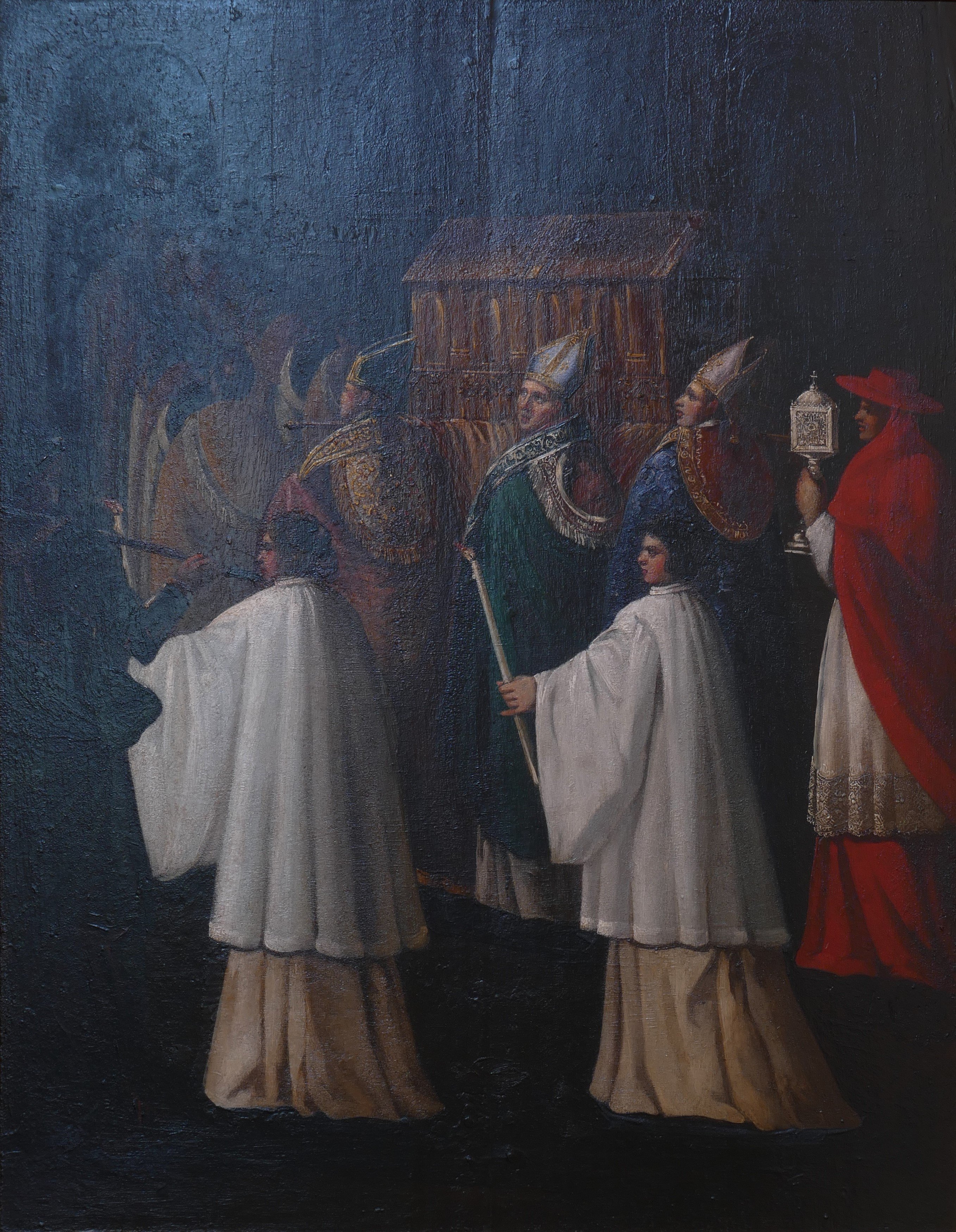
Tableau « La Vie de saint Norbert » (XVIIe-XVIIIe).
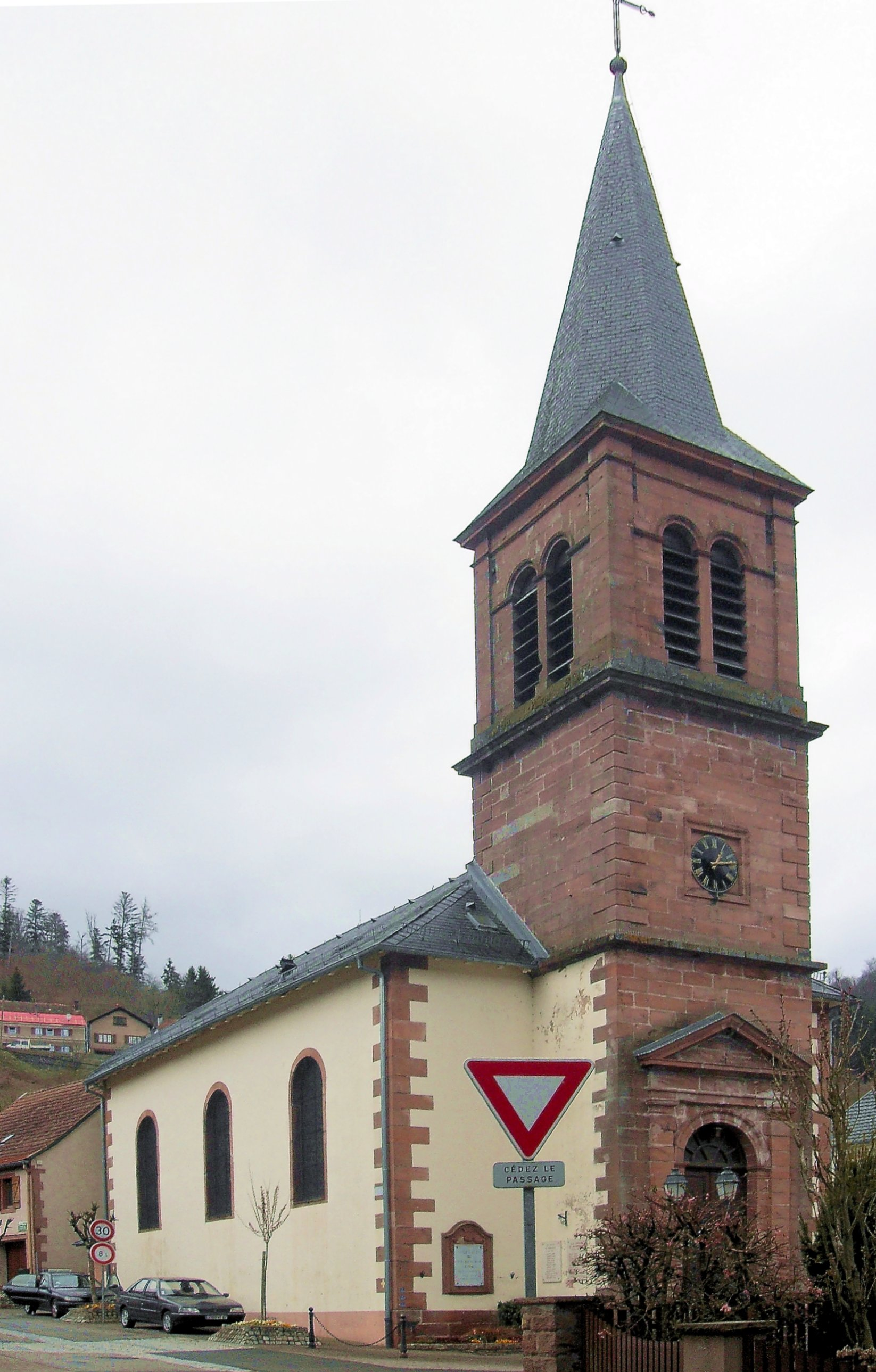
Église Saint-Pierre-Fourier à Wackenbach.

- Église Saint-Pierre-Fourier[64] et son orgue[65].

6 tableaux La Vie de saint Norbert.
4 statues Les Evangélistes.
Statue Vierge à l'Enfant
- Château et musée[69],[70].
- L'ancienne synagogue[71],[72] de 1909, inscrite sur l'inventaire supplémentaire des monuments historiques par arrêté du 6 décembre 1999.
- Monument aux morts de la guerre de 1914-1918 et de la guerre de 1939-1945[73].
- Croix monumentale[74],[75].
- Croix de cimetière : Christ en croix[76].
- Monument commémoratif des déportés des camps de Schirmeck-La Broque et du Struthof[77]
- Mémorial de l'Alsace-Moselle[78] : inauguré en 2005, ce lieu de mémoire retrace le destin de l’ancien Land Elsass-Lothringen de 1870 à nos jours en insistant plus particulièrement sur la Deuxième Guerre mondiale en Alsace-Moselle. Le visiteur est transporté au cœur d'un parcours historique et interactif dans les méandres du sort de l'Alsace-Moselle, avec un espace consacré à la réconciliation franco-allemande et à la construction européenne.
- Parc Wodli[79].

### Galerie

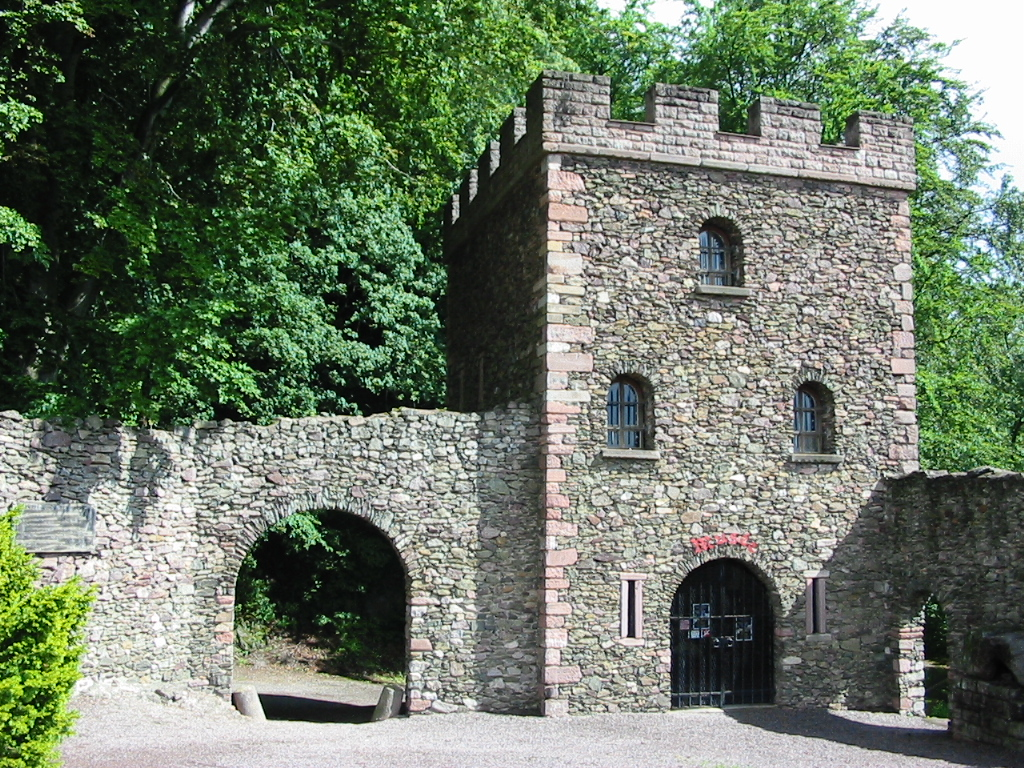
Musée dans les murs restaurés du château.
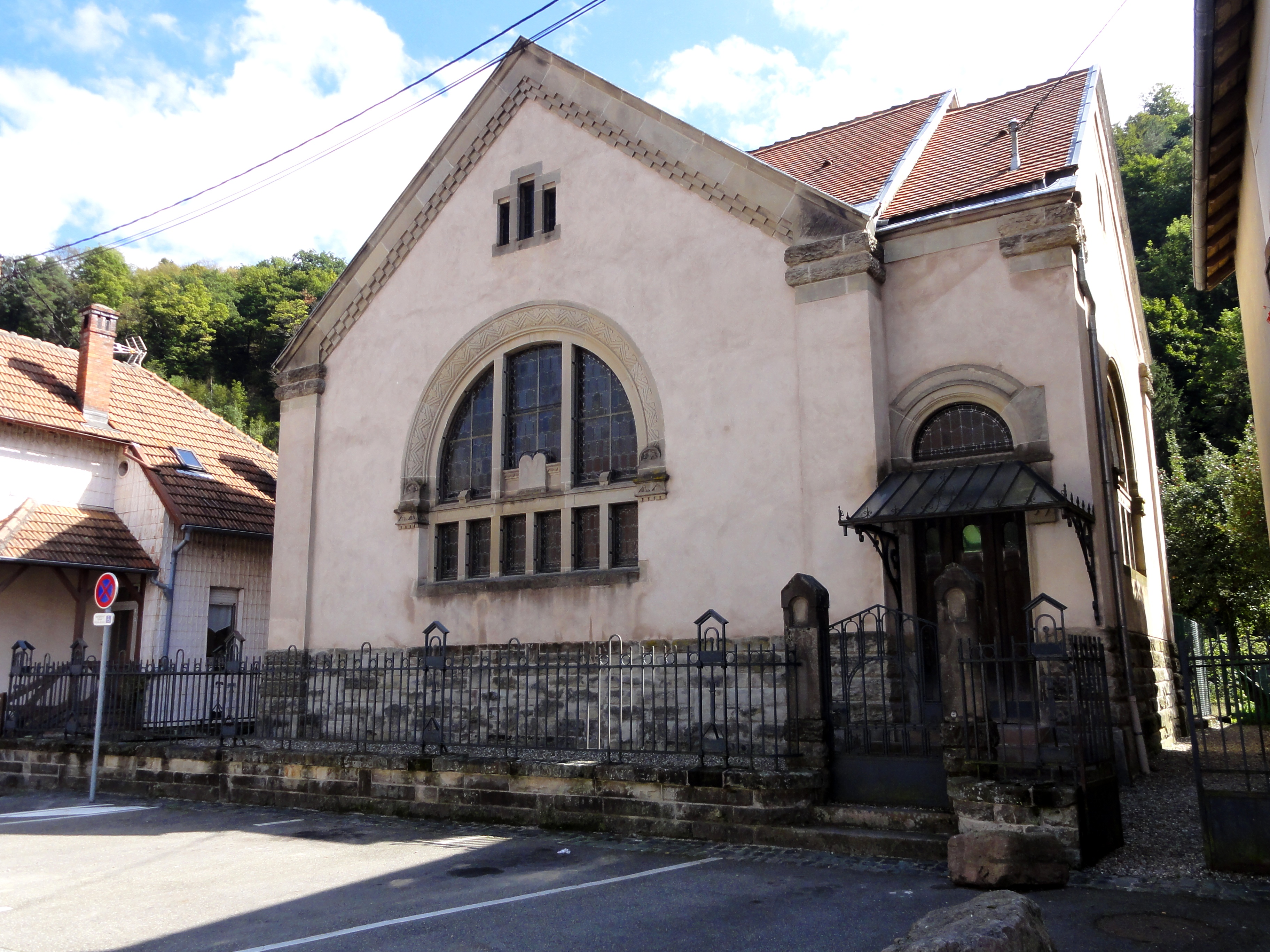
Synagogue (1906), rue des Écoles.
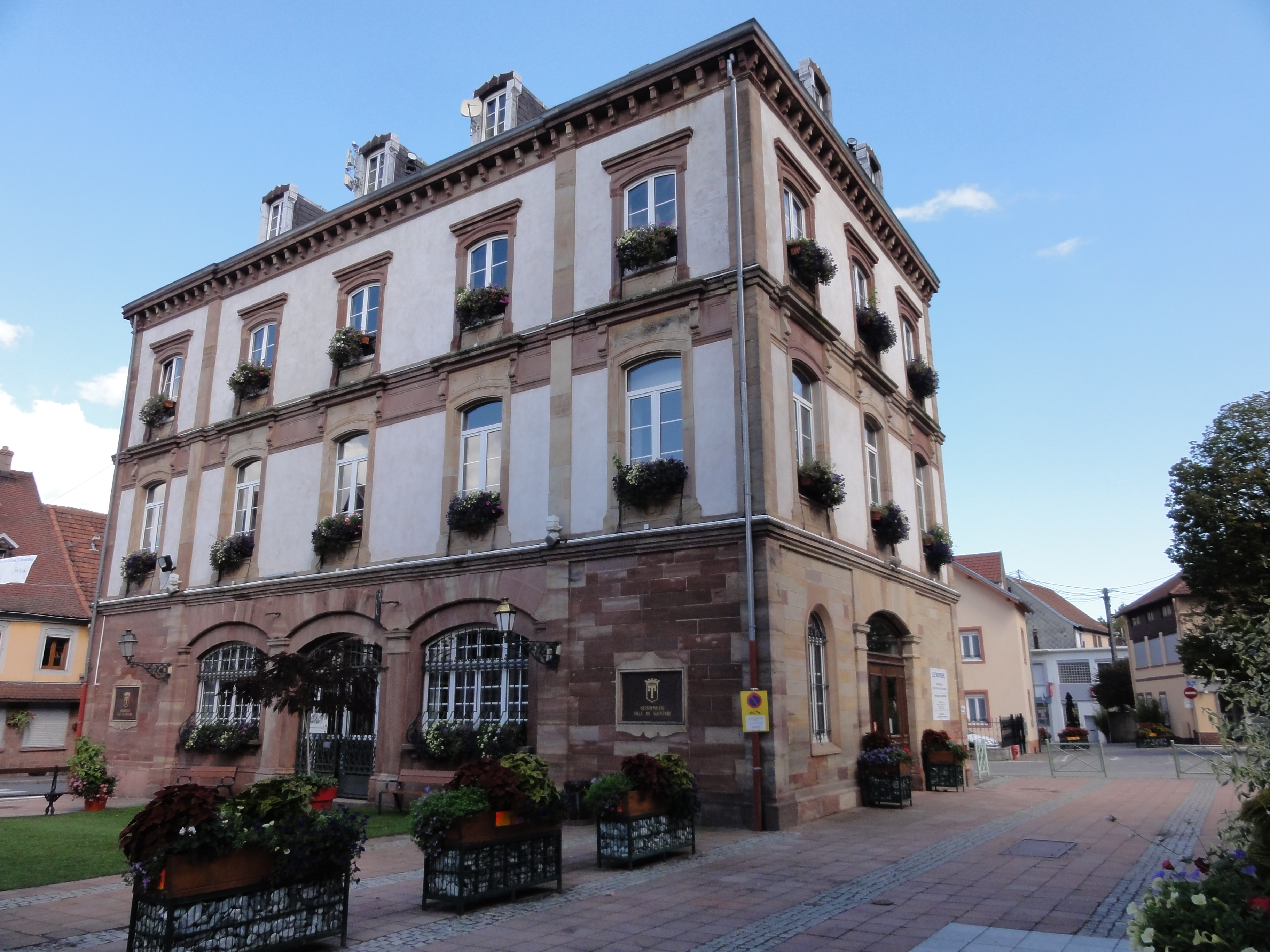
Ancienne mairie (1864), aujourd'hui Maison des associations, place du Marché.
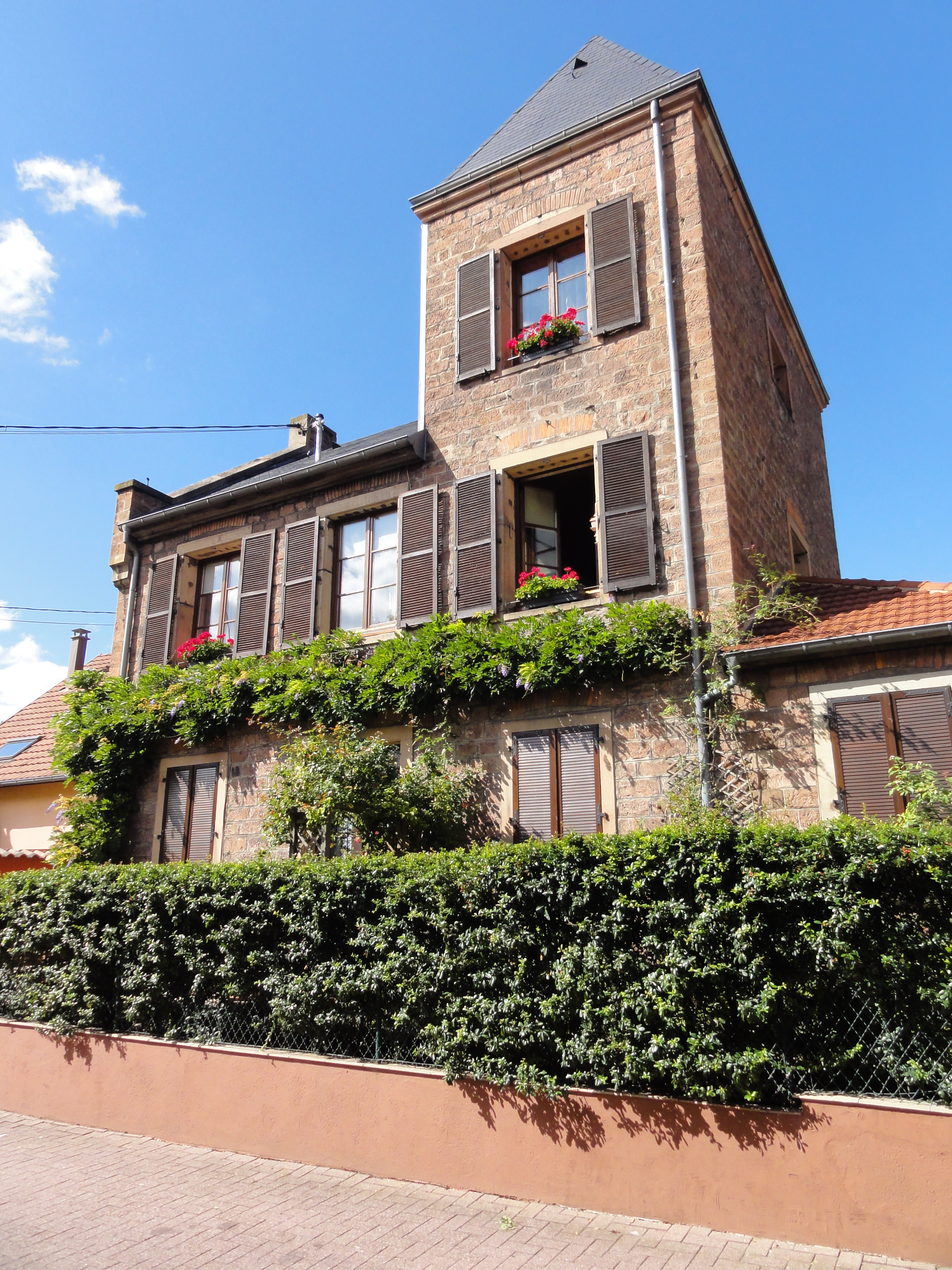
Ancienne prison (XIXe), actuellement maison, 111 rue du Tribunal[80].
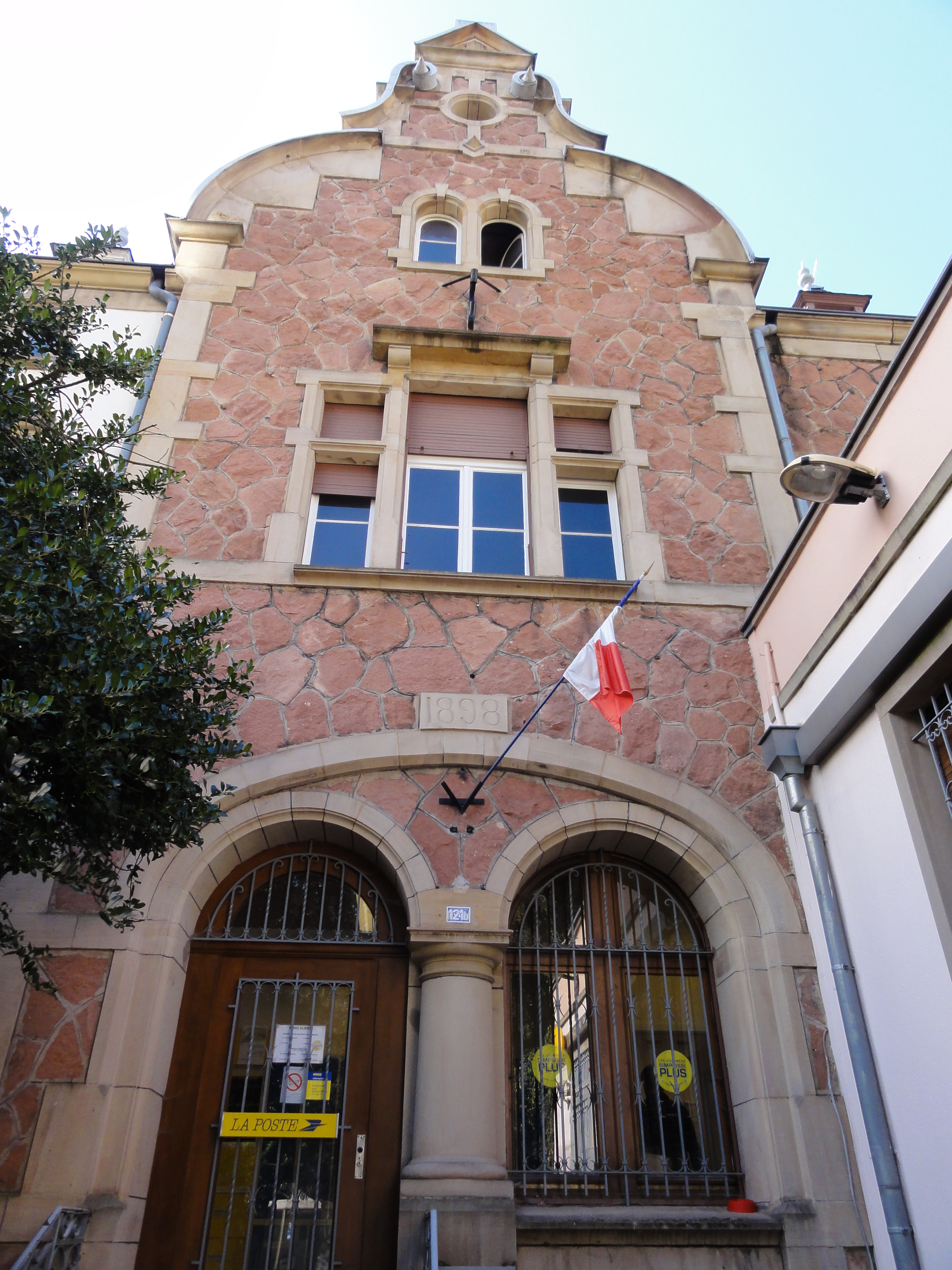
Hôtel des Postes (1898), 121 B, avenue de la Gare[81].
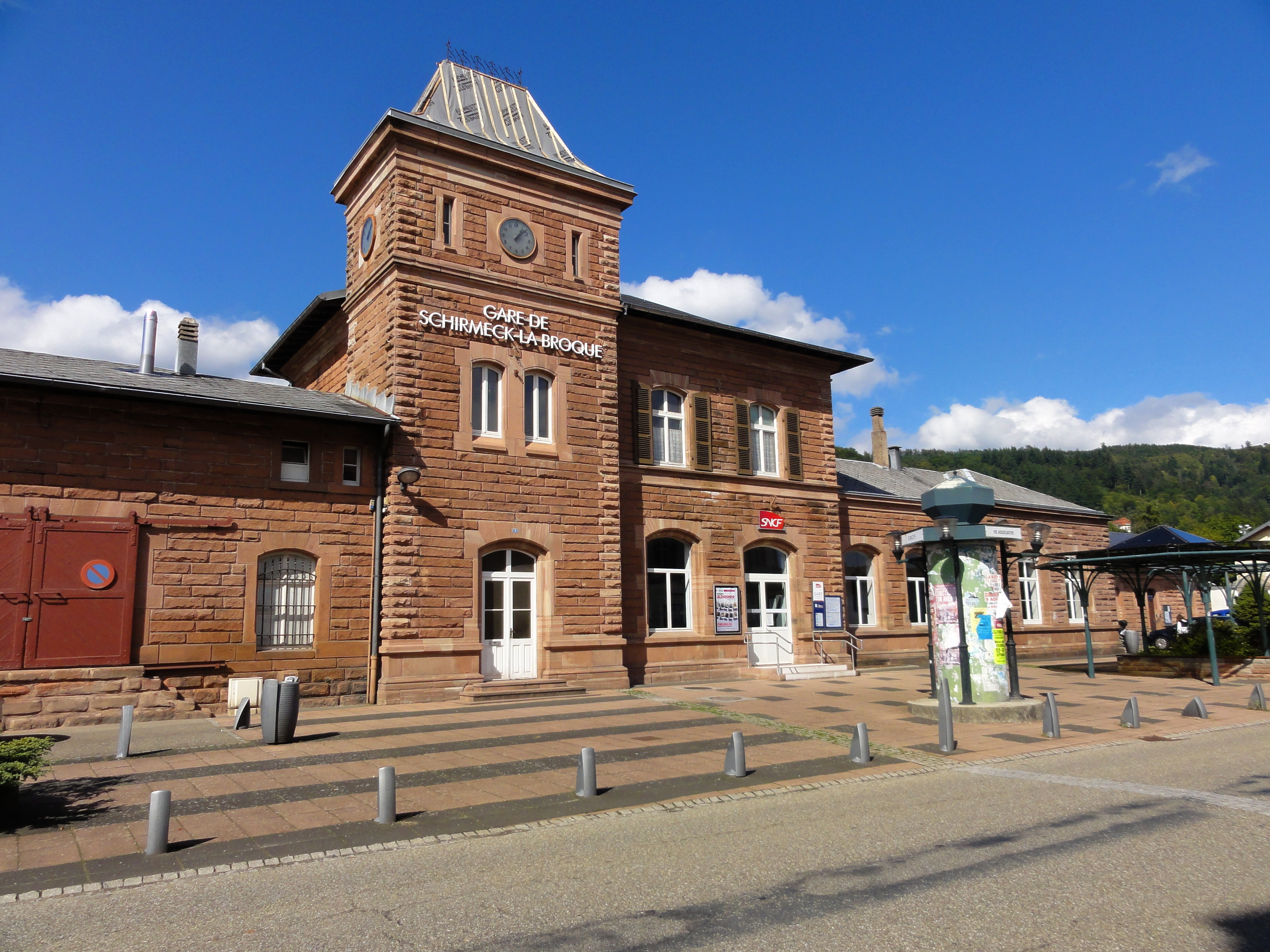
Gare de Schirmeck-La Broque (1881).
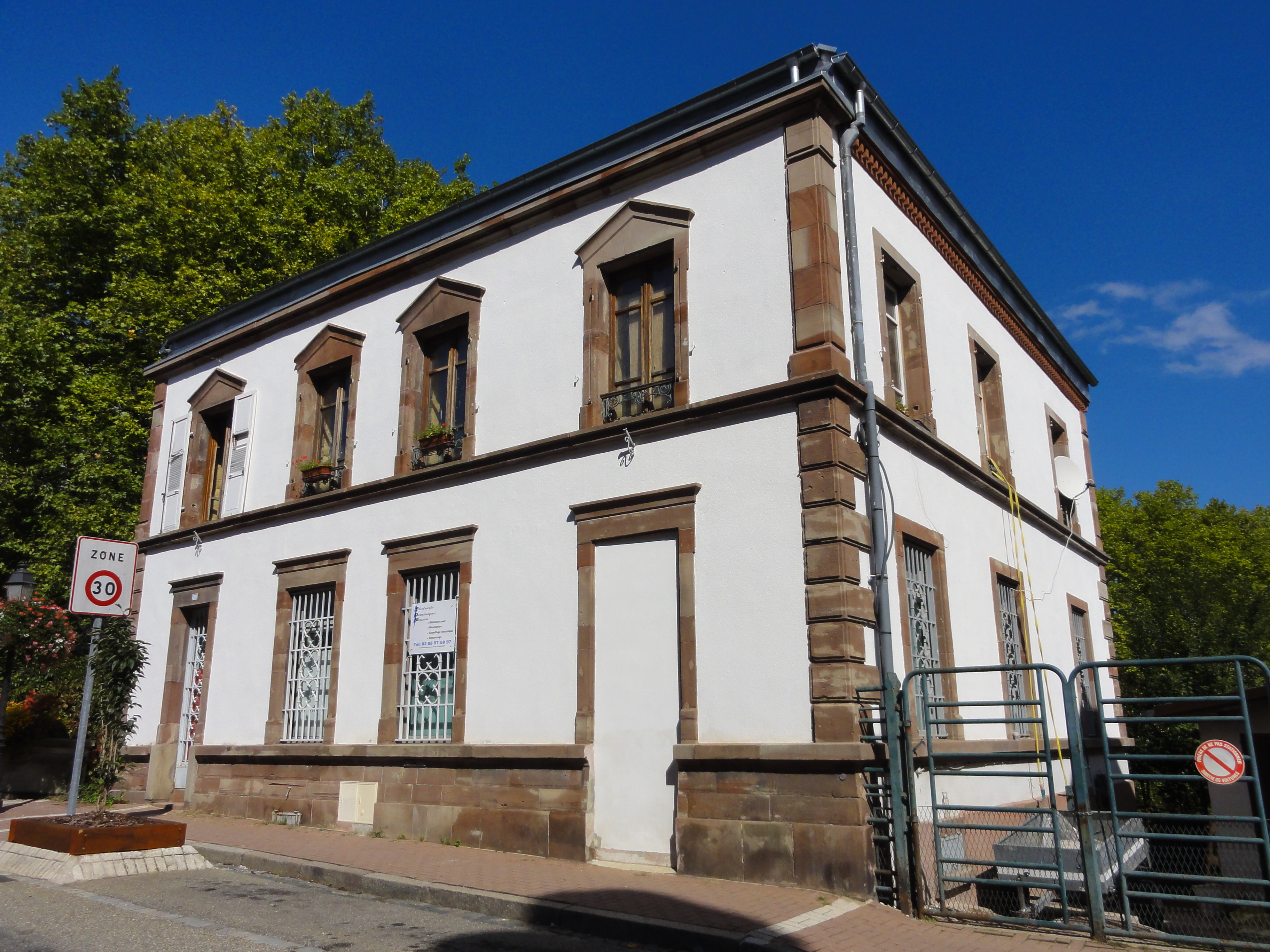
Maison (XXe), 119 avenue de la Gare.
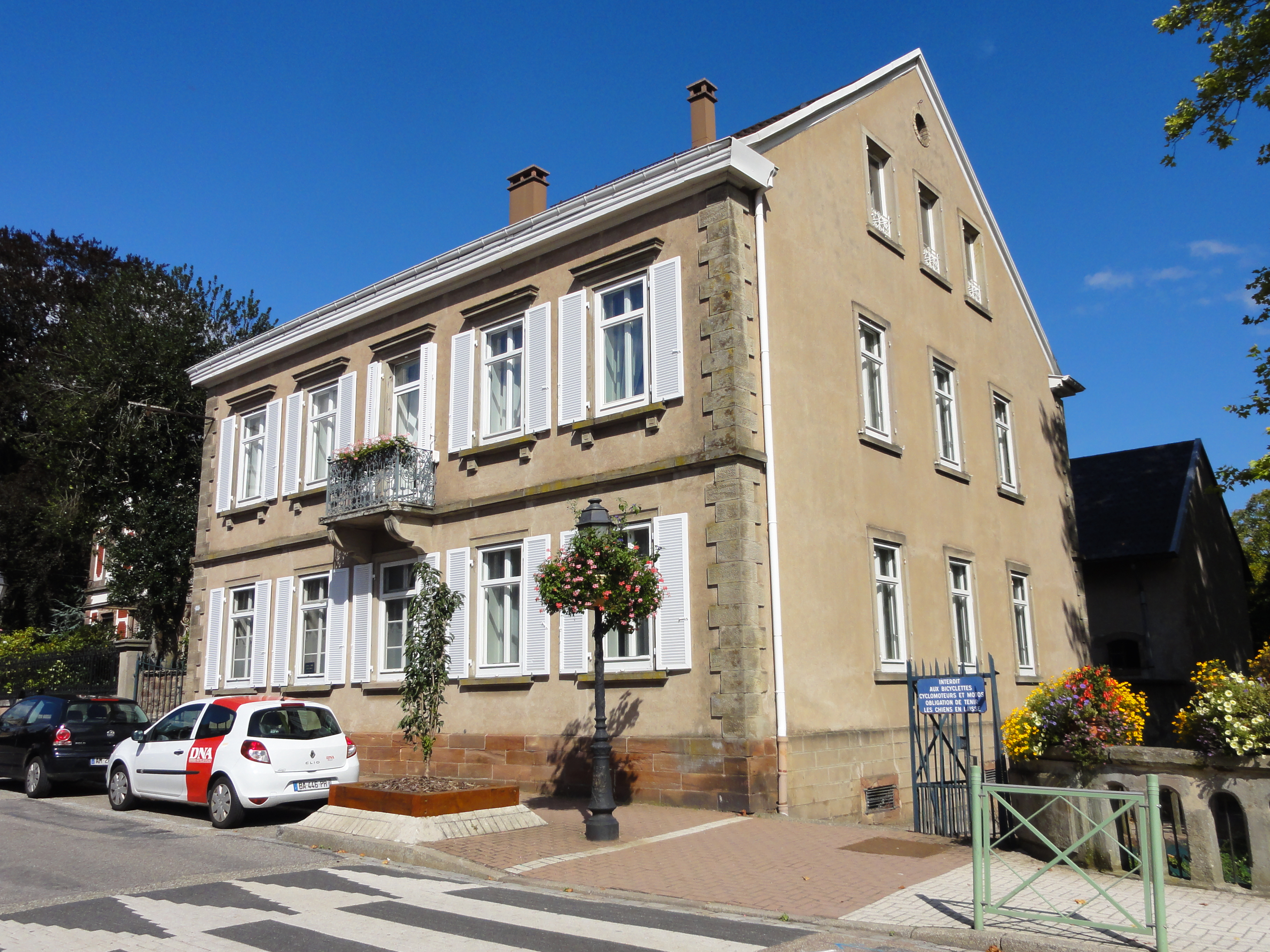
Maison (XXe), 120 avenue de la Gare.
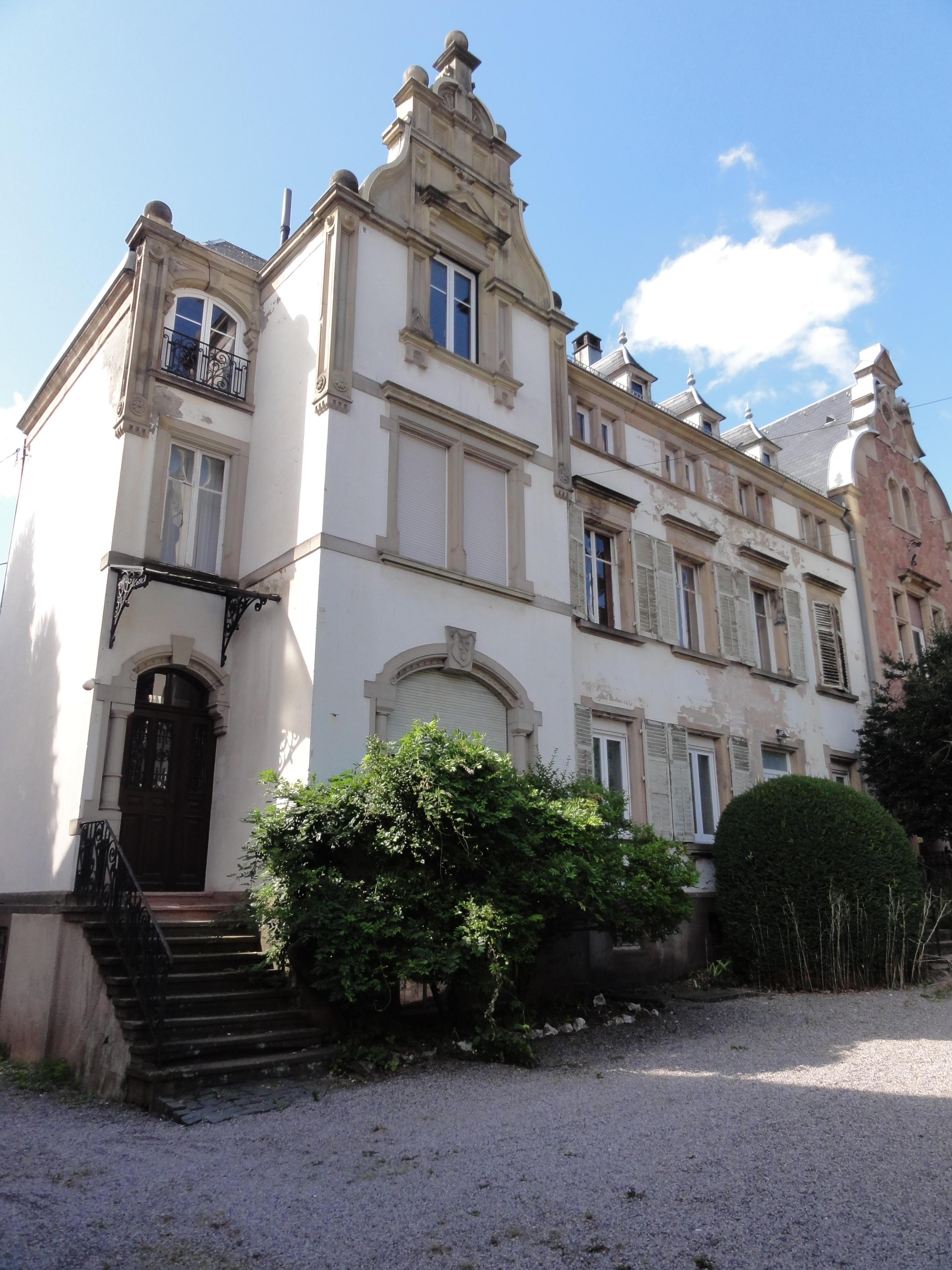
Maison (XXe), 121 avenue de la Gare.
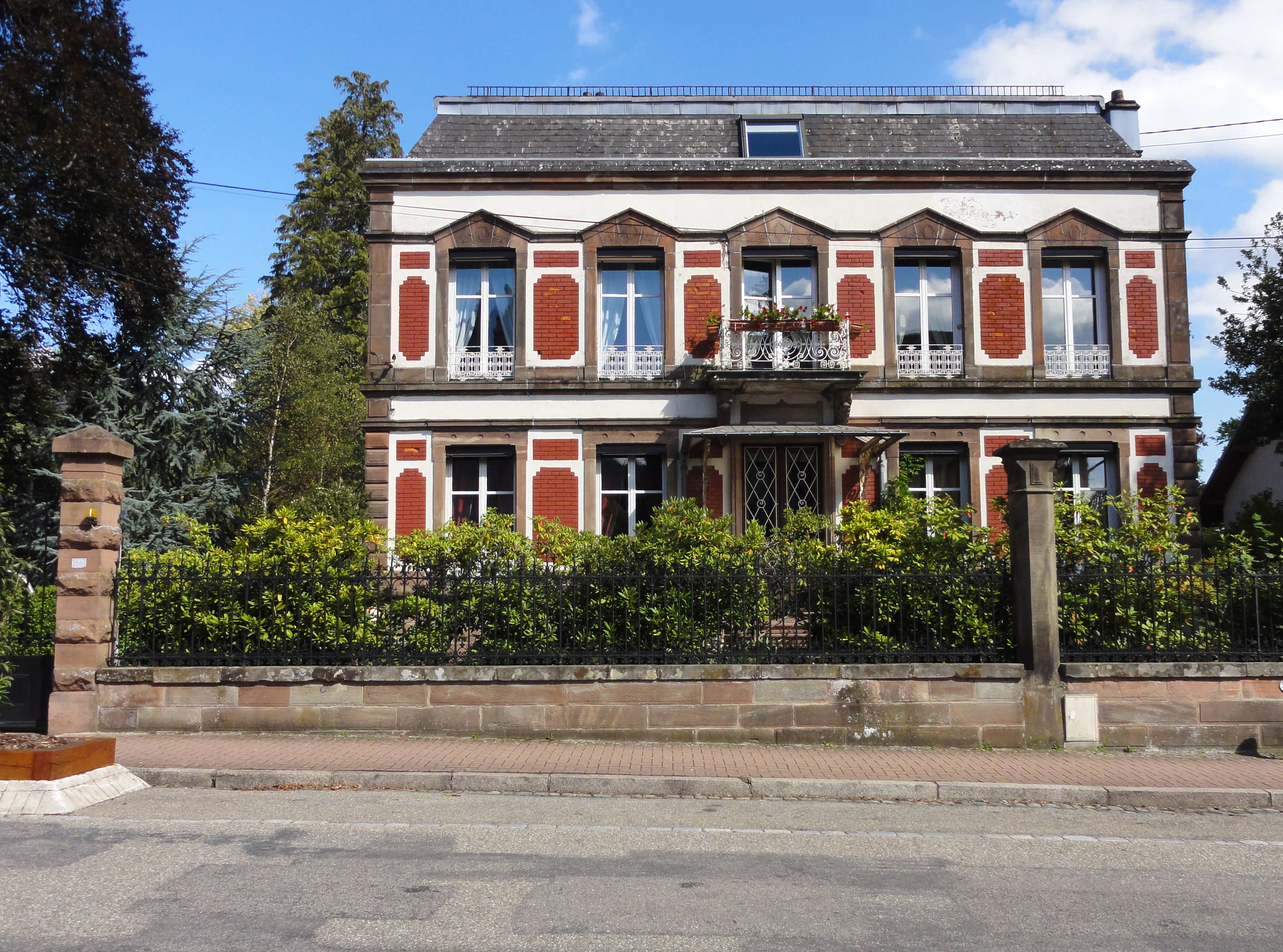
Maison, dite villa Remy (XIXe), 122 avenue de la Gare.
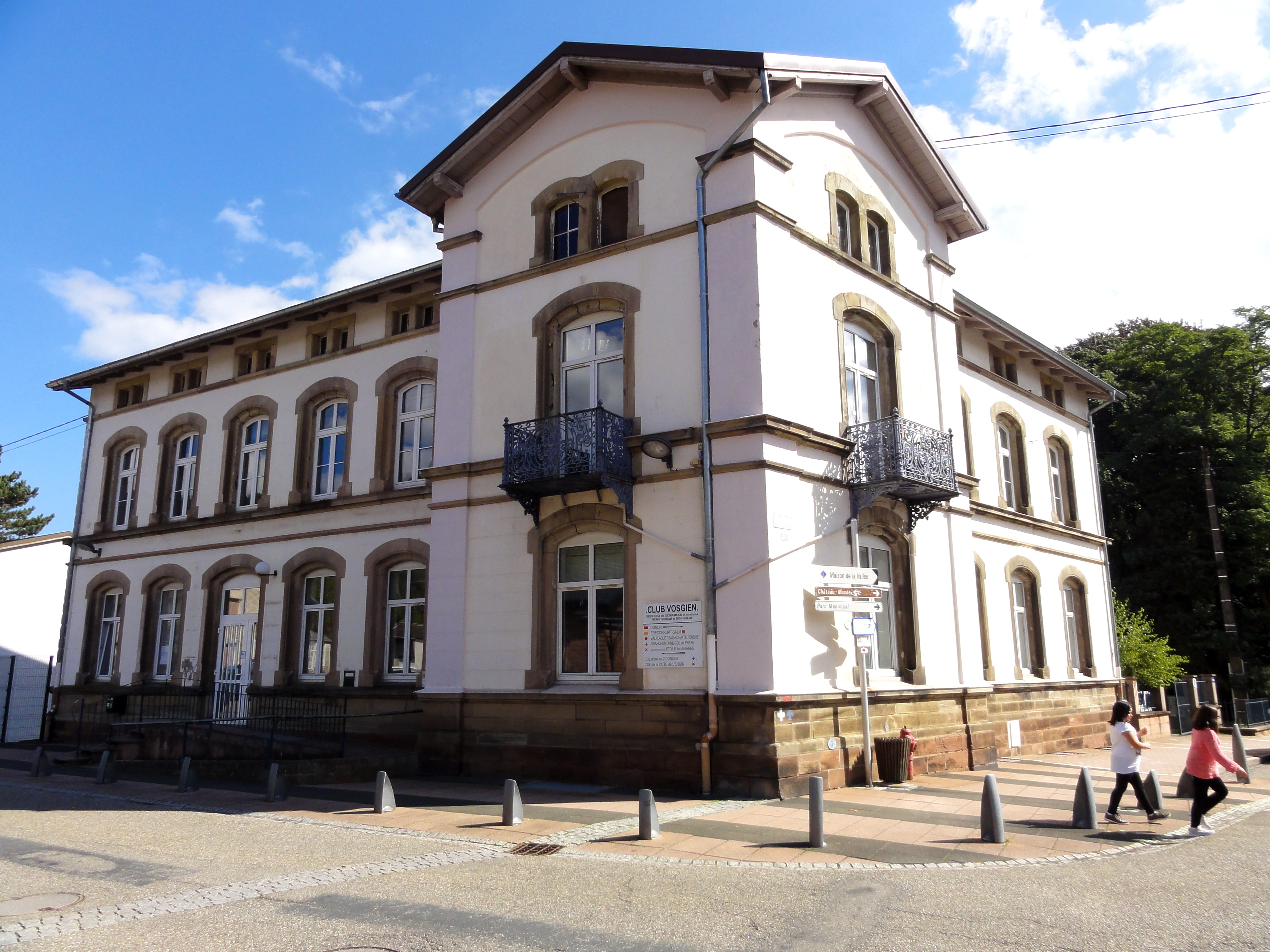
Maison et ancienne usine (XIXe-XXe), 8 place de la Gare.

### Personnalités liées à la commune
- Jean Joseph Remy, né le 19 octobre 1812 à La Broque, décédé le 13 novembre 1894 à Schirmeck. Négociant, donateur d'un vitrail, visible à gauche de la nef de l'église Saint-Georges de Schirmeck.
- Eugène Théodore Jacquemin (1828-1909), professeur de chimie générale à l’École de pharmacie de Nancy en 1872 puis directeur de 1876 à 1886.
- Jean-Baptiste Marchal, né à Schirmeck le 17 août 1850, ancien élève de l'École normale supérieure, professeur du cours de Saint-Cyr au lycée Saint-Louis, officier de l'Instruction publique.
- Sébastien Remy, né le 2 février 1854 à Schirmeck, chef de clinique obstétricale dès 1882, professeur agrégé d'obstétrique à Nancy en 1886.
- Joseph Friedrich, qui a pris une part active dans la résistance[82].
- Madeleine Loux (1920-2006), postière à Schirmeck pendant la Seconde Guerre mondiale et résistante alsacienne.
- Berthe Marie Marguerite, dite Marga Bretzl, née à Schirmeck le 30 octobre 1884, artiste peintre, élève de Georges Daubner et professeur à l’École des Arts décoratifs de Strasbourg de 1912 à 1918[83].
- Michel Meyer (journaliste) (1942-2025), journaliste, cofondateur de Franceinfo.

### Héraldique
| Blason de Schirmeck | Blason  | De gueules au tau fleuronné d'or aux branches duquel sont appendues deux clochettes d'argent.                                                                                       |
| Blason de Schirmeck | Détails | La cloche est un emblème qui fait référence à saint Antoine, patron de la bourgeoisie locale sous l'Ancien Régime, tout comme le tau franciscain qui est la croix de saint Antoine. |